# Physalis
Ne doit pas être confondu avec Phacélie ou Physalie.
Lanterne japonaise, Cerise de terre, Coqueret, Pok-Pok
Genre
Classification APG III (2009)
Physalis (du grec ancien φυσαλλίς (phusallís) : « vessie », en raison de la forme de son calice) est un genre de plantes de la famille des Solanacées. Il contiendrait entre 75 et 90 espèces, originaires d'Amérique mais dont plusieurs sont cultivées ou naturalisées un peu partout dans le monde.
Le nom français de ce genre est Coqueret. Le terme d'Amour-en-cage, désignant principalement l'Alkekenge est néanmoins fréquemment appliqué à toutes les espèces de Physalis. Ces plantes sont nommées Pok-pok à Madagascar.
En 2011 l'espèce eurasiatique Physalis alkekengi est séparée dans son propre genre : Alkekengi officinarum afin d'améliorer l'homogénéité du genre Physalis sensu stricto.

## Description
Le genre Physalis stricto sensu est naturellement présent en Amérique (du nord au sud, y compris les Caraïbes).
Ce sont des plantes annuelles ou vivaces, parfois un peu ligneuses à la base (suffrutescentes), voire arbustives. La pilosité est variable : de glabre à densément velue, avec des poils glanduleux ou non. Les feuilles sont alternes (mais fréquemment géminées, surtout dans le haut de la plante), le limbe est généralement ovale-lancéolé, plus rarement rhombique ou linéaire, la marge est entière ou dentée. Les fleurs sont campanulées étalées à tubulaires, généralement solitaires (plus rarement en groupes de quelques unes) et poussent à l'aisselle des feuilles.  Elles sont souvent jaunes, parfois blanches, plus rarement oranges ou violettes, la plupart du temps elles présentent des macules (taches) de diverses couleurs à la base des pétales. Le calice est accrescent et forme, à maturité du fruit, une enveloppe membraneuse autours de celui-ci, présentant soit cinq angles proéminents, soit dix côtes +/- également marquées. Le fruit est une baie généralement juteuse (rarement sèche chez certaines espèces), formé de deux carpelles et présentant de nombreuses graines jaunes ou marrons, aplaties.
Les fruits de certaines espèces sont comestibles et quelques unes sont cultivées.

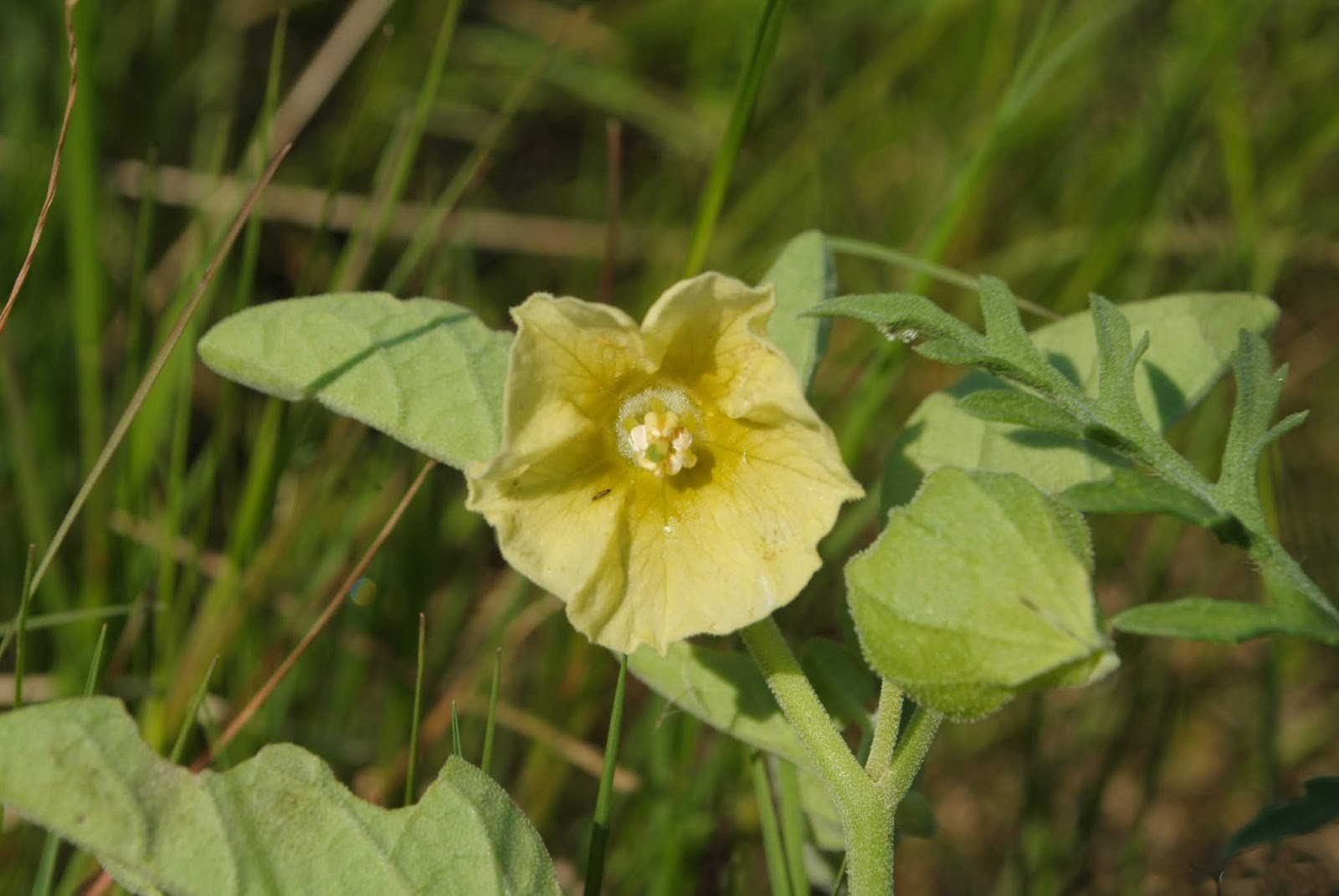
P. viscosa - fleur
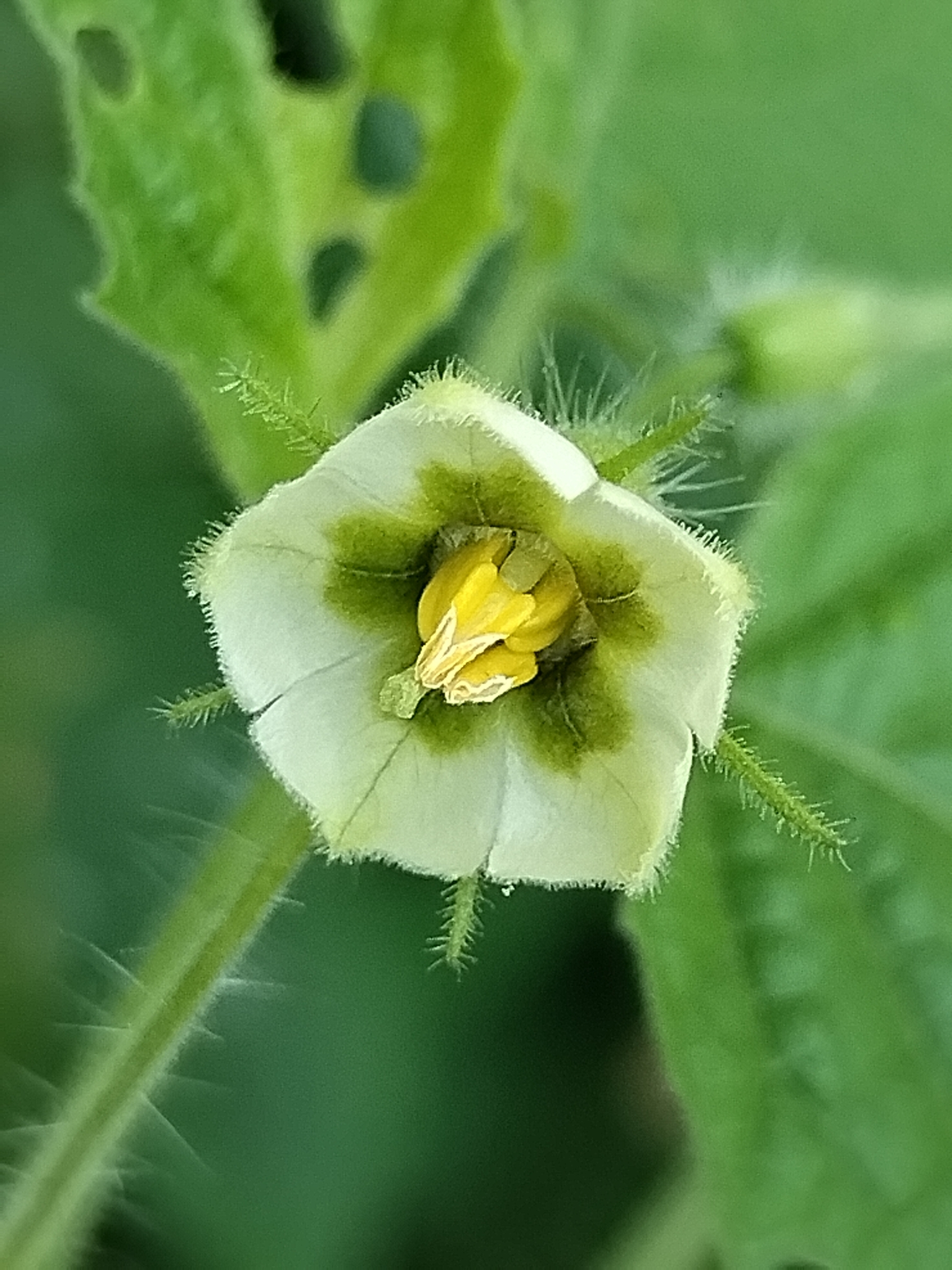
P. pruinosa - fleur
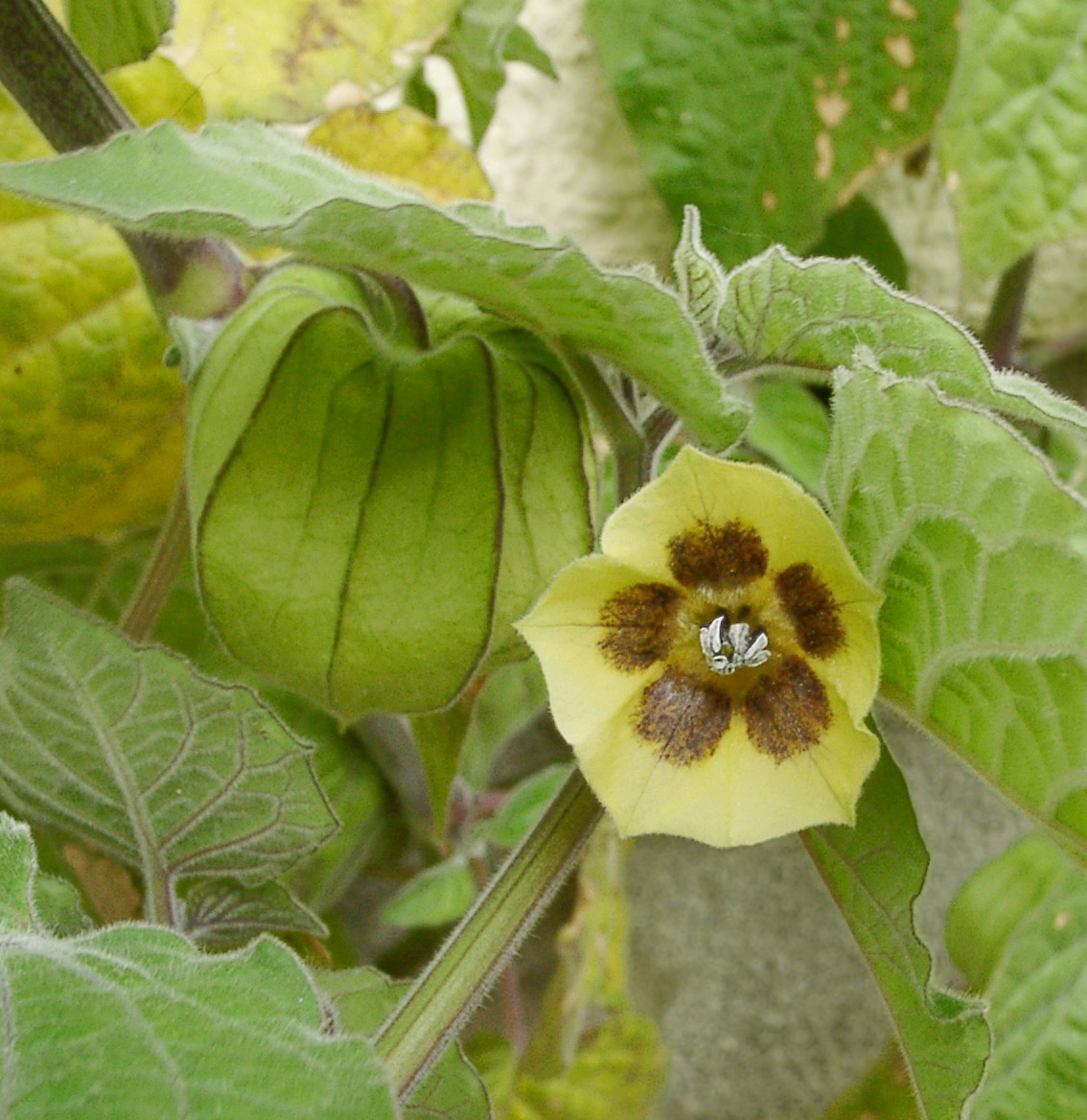
P. peruviana - fleur et fruit
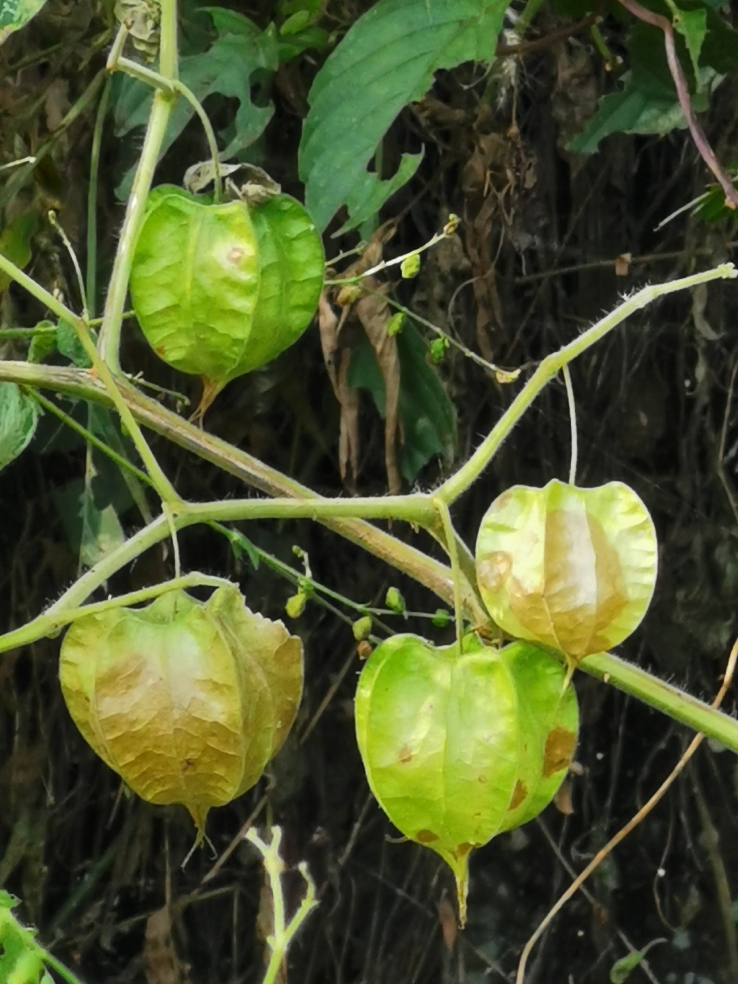
P. pruinosa - calices fructifères
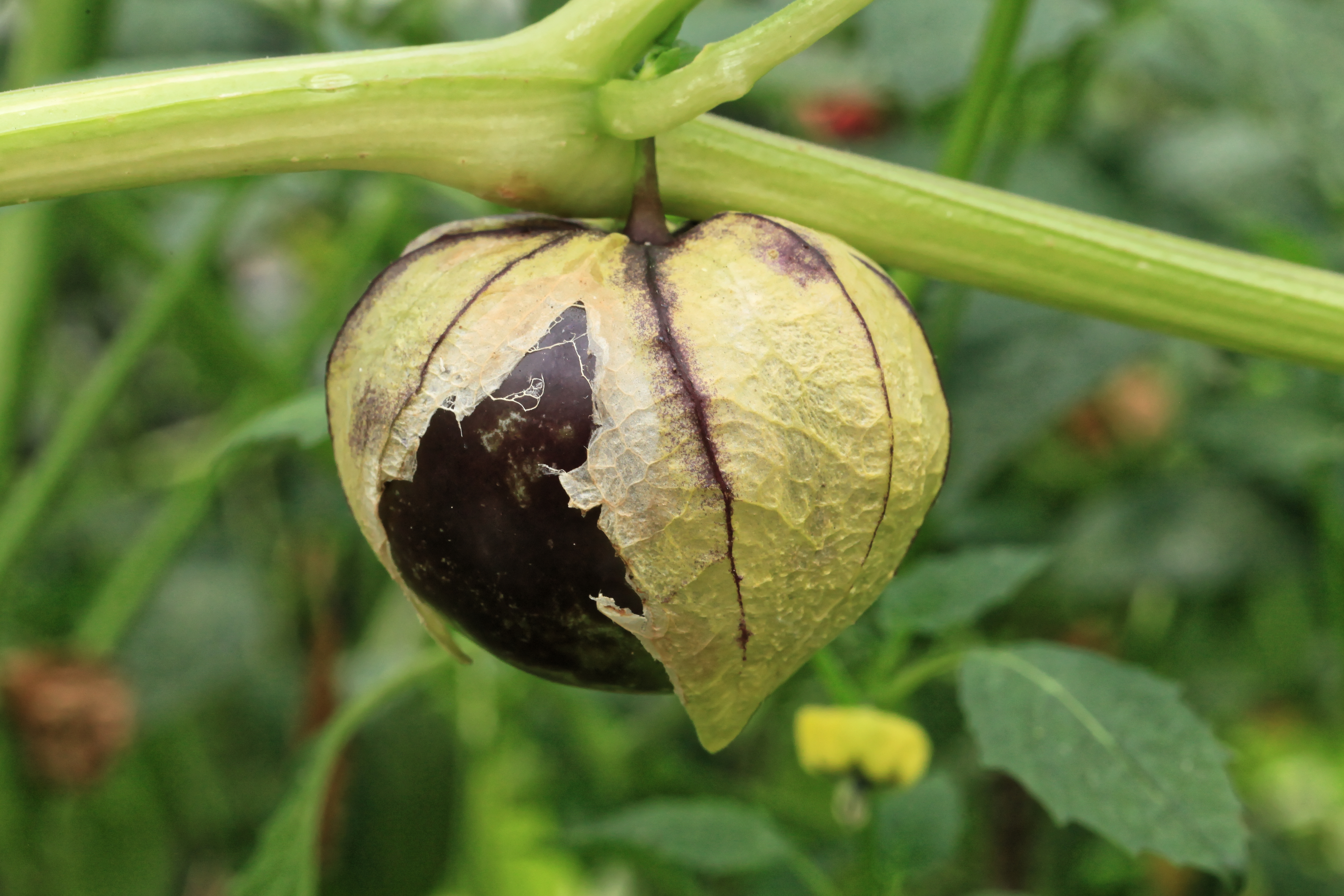
Tomatillo (P. philadelphica) - fruit
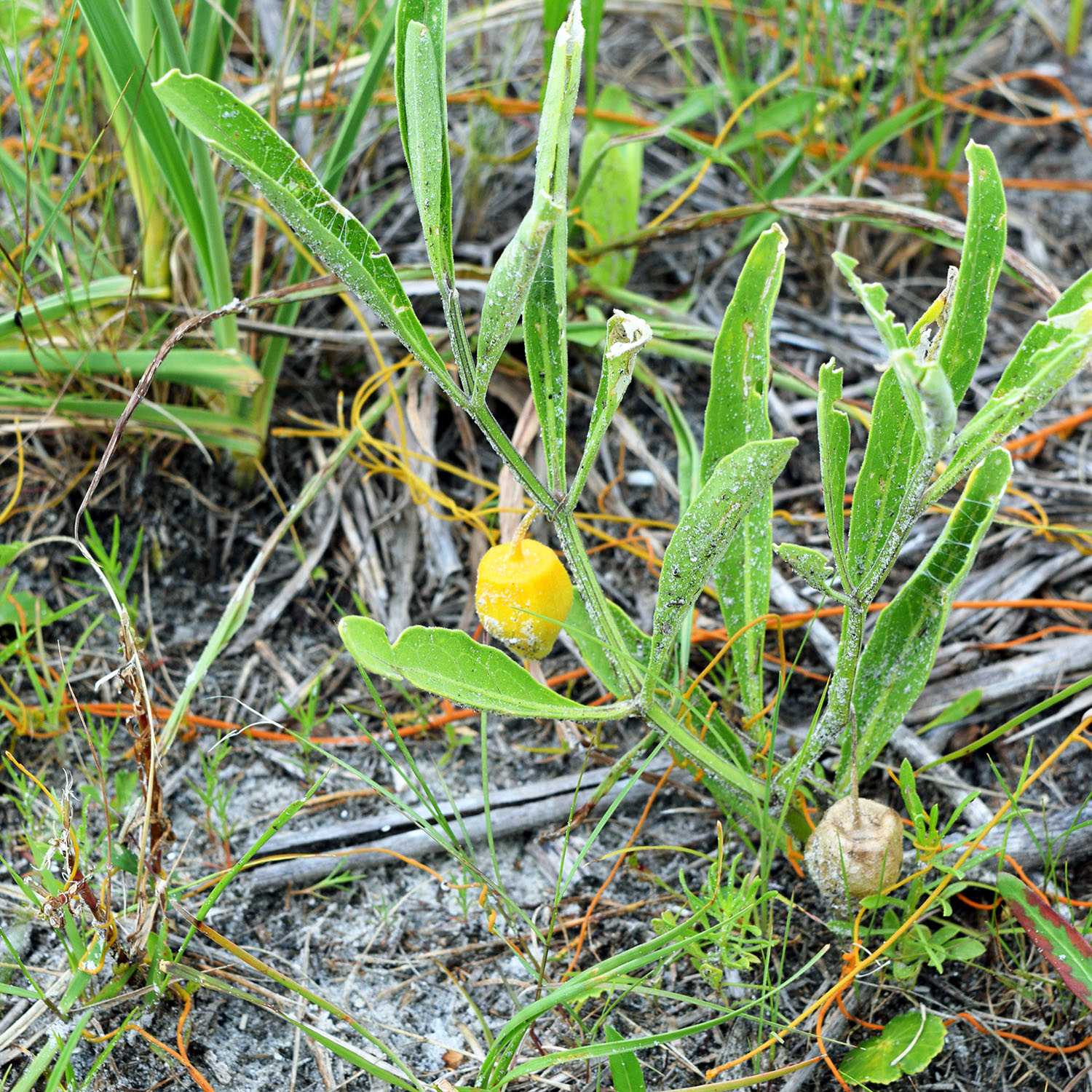
P. walteri - plante en fruit

L'Alkékenge (anciennement Physalis alkekengi) aussi appelée Amour-en-cage ou Lanterne-chinoise a été séparée dans son propre genre : Alkekengi officinarum en 2011 afin de rendre le genre Physalis sensu stricto plus homogène,. Elle est la seule espèce d'origine eurasiatique, la seule à avoir des fleurs à corolle nettement lobée et des calices fructifères pouvant devenir nettement rouge.

## Distinction des principales espèces comestibles ou cultivées
Les principaux critères à observer sont : la couleur des fleurs, la pilosité des tiges, la constitution des enveloppes des fruits (calices) : à 10 nervures +/- égales ou bien à 5 côtes nettement plus marquées que les autres.

### Cerise de terre (Physalis pruinosa)
Plante annuelle, à poils glanduleux, parois mélangés avec des poils simples. Tige non densément pubescente et présentant des poils longs et courts en mélange. Calice à cinq angles lors de la fructification. Fleurs jaunes pales à blanches à macules peu contrastés : verdâtre à brun-rougeâtre. 

Physalis pruinosa
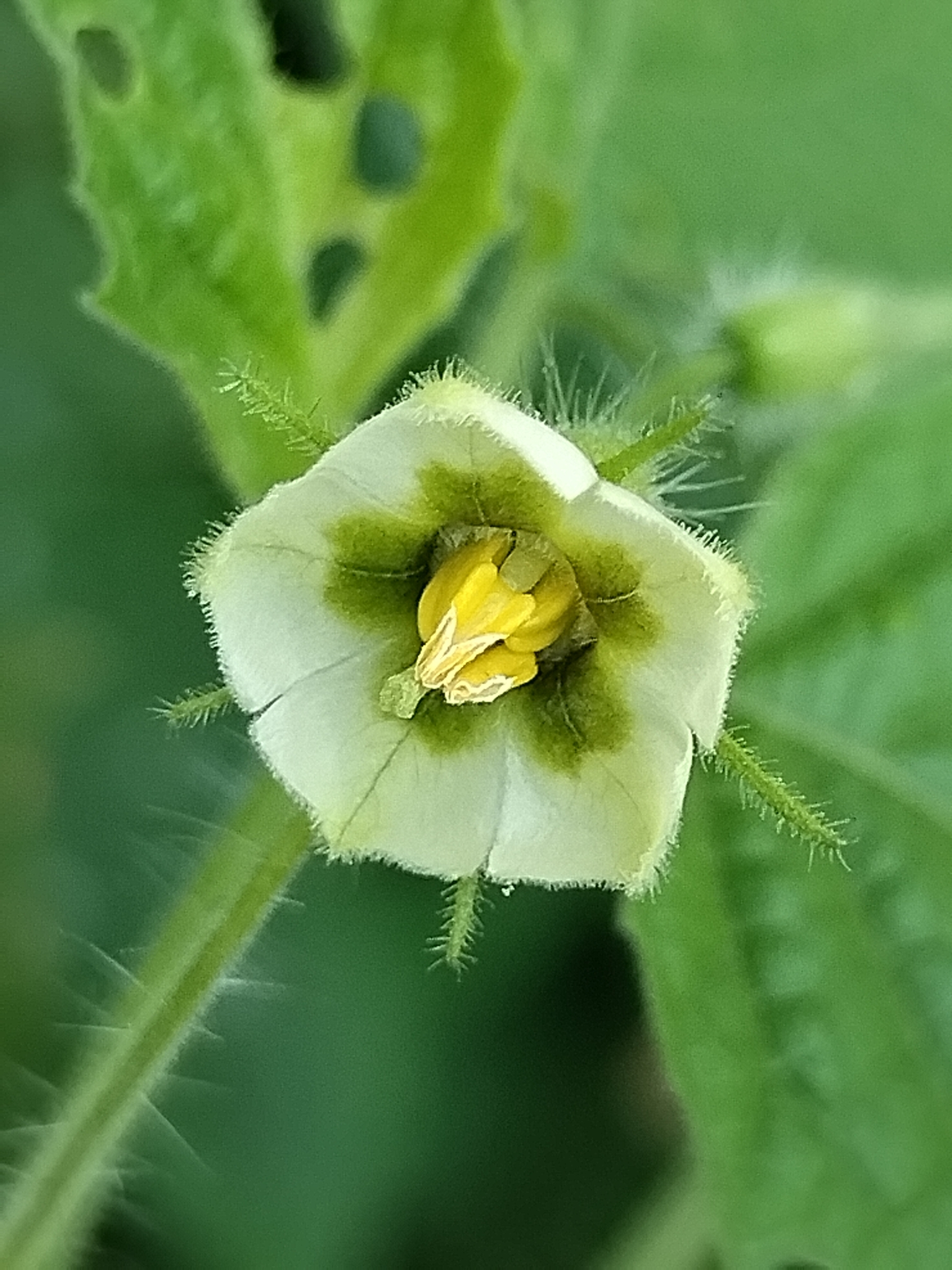
fleur pale à macule peu contrasté
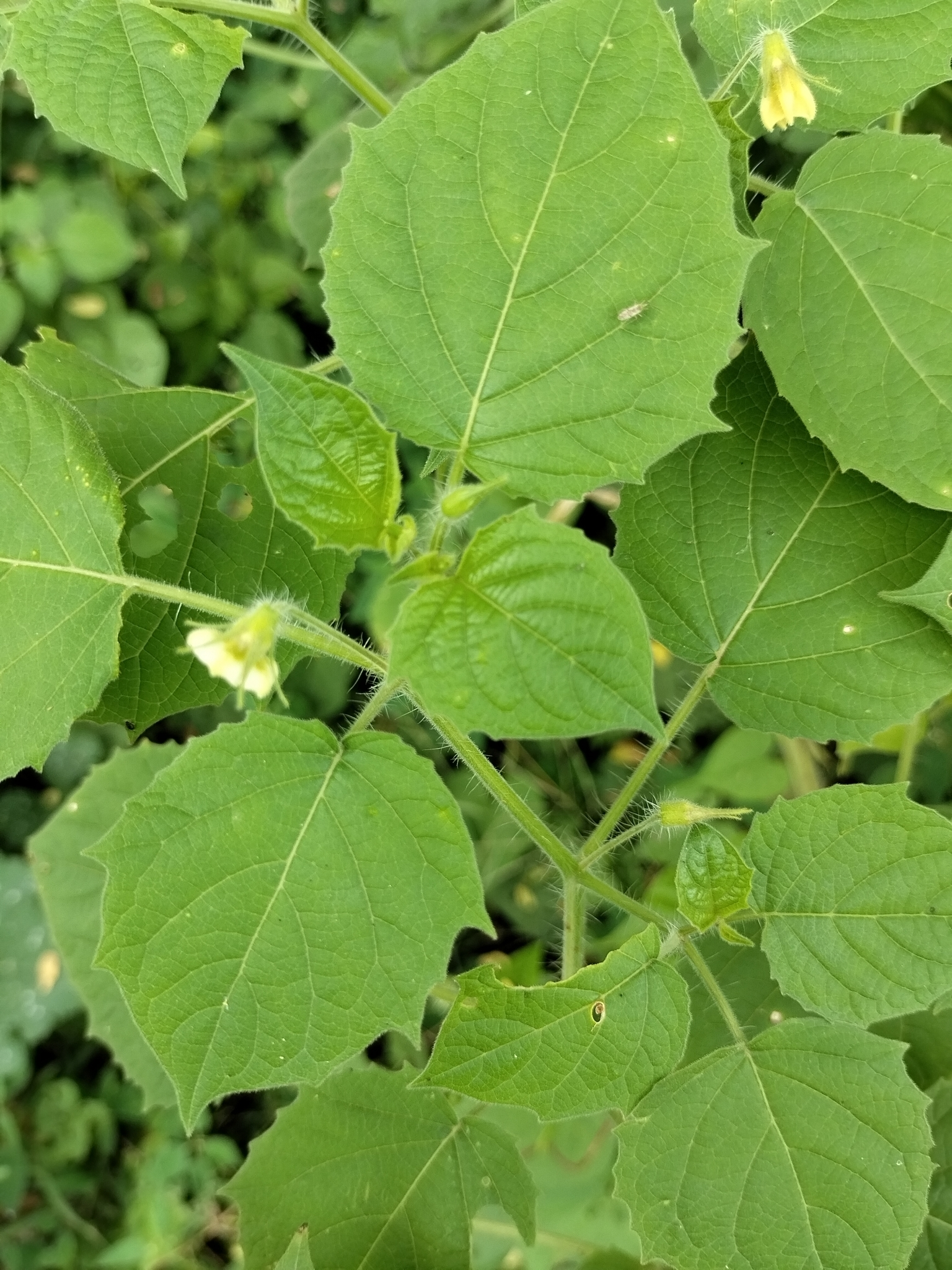
feuillage
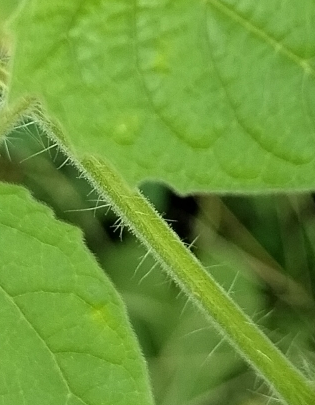
détail de la pilosité
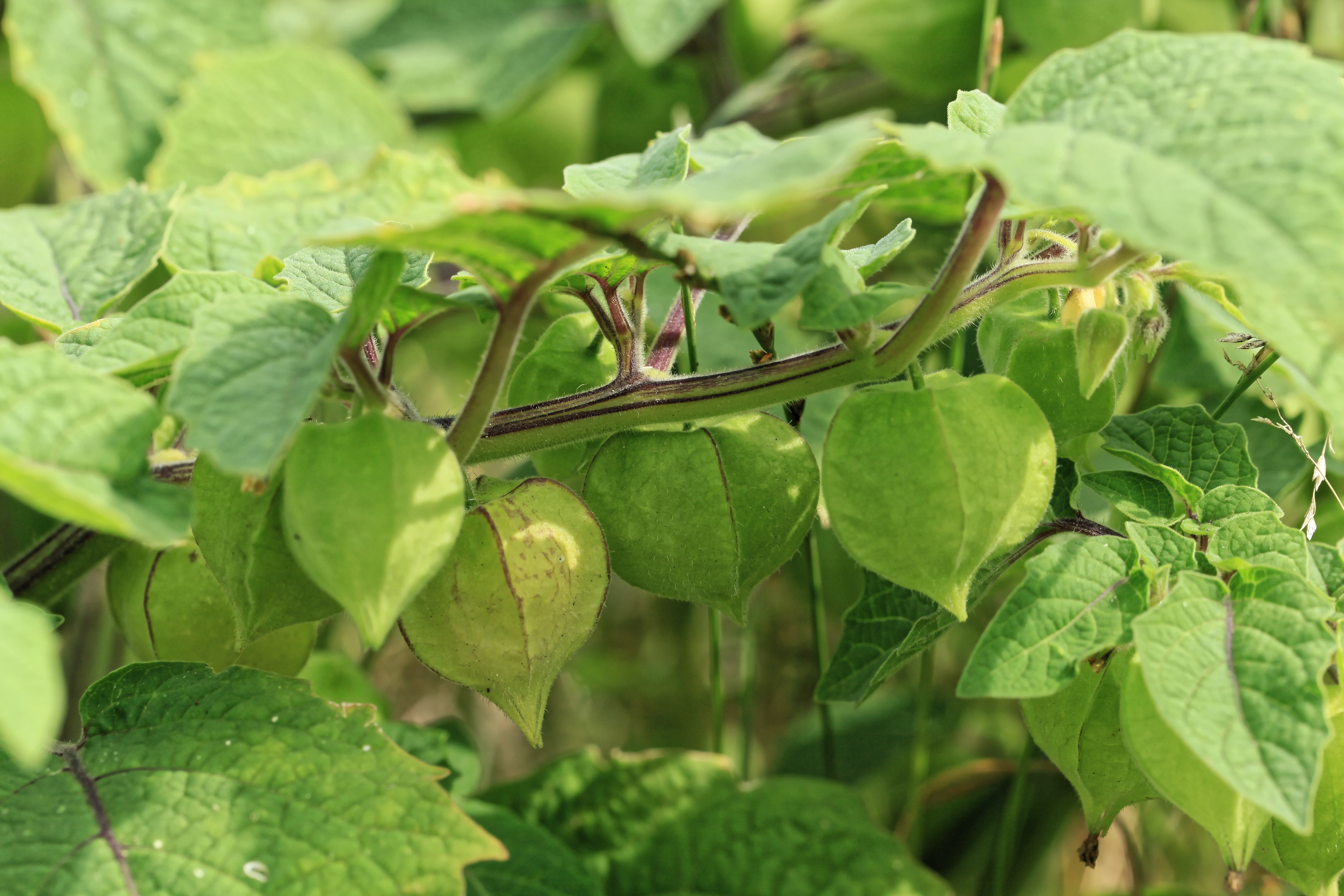
calice à 5 angles

### Physalis pubescens
Plante annuelle, à poils glanduleux, parois mélangés avec des poils simples, tous très courts (moins de 0,5 mm). Calice à cinq angles lors de la fructification. Fleurs jaunes à macules fortement contrastés : pourpre sombre intense, presque noirs. Pointe des pétales triangulaires à +/- acuminée.

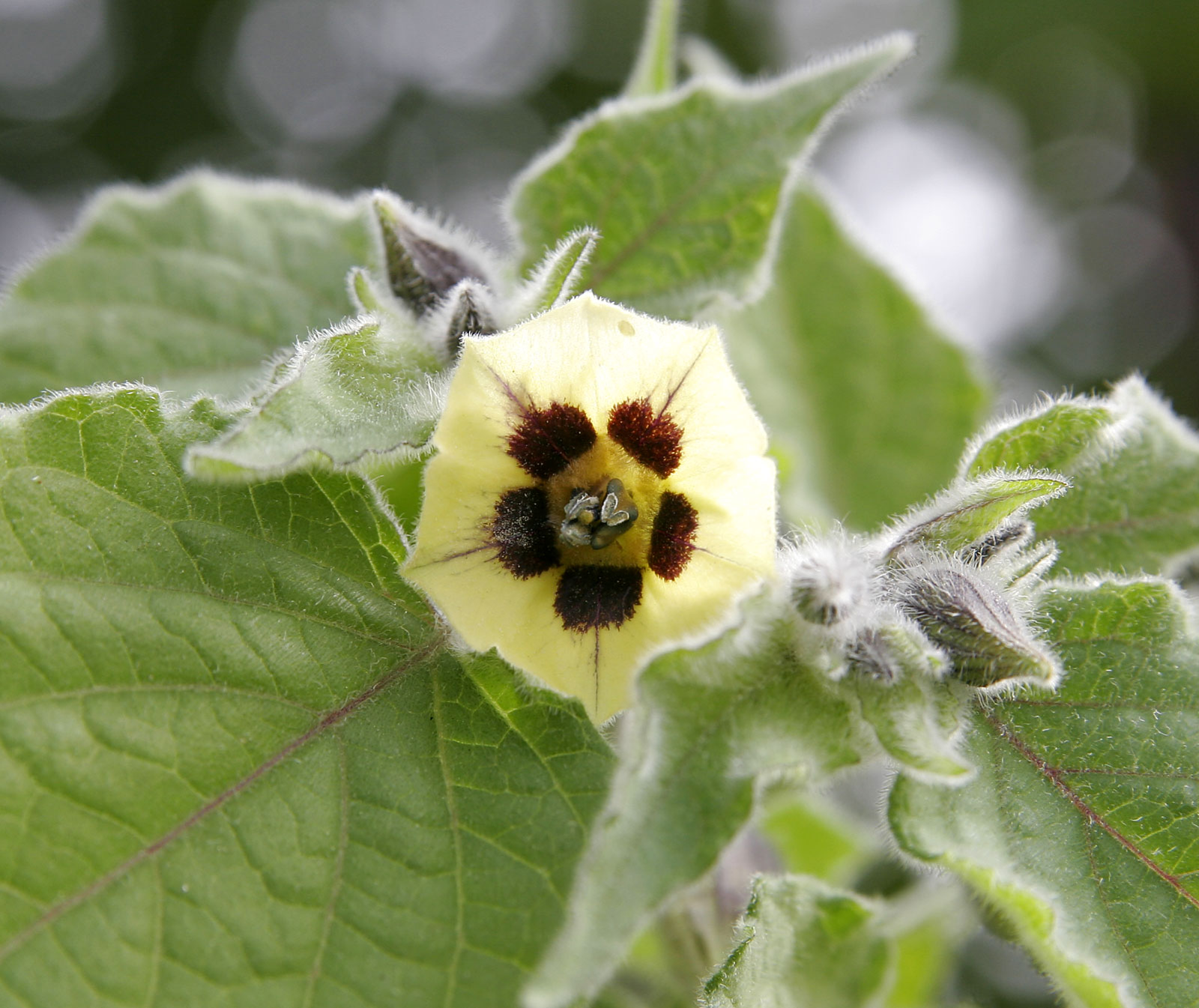
fleur à macules contrastés
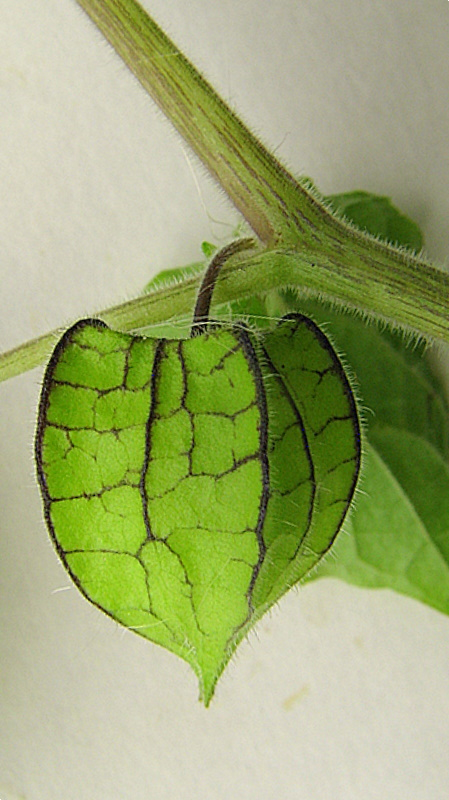
calice à 5 angles

### Coqueret du Pérou (Physalis peruviana)
Plante herbacée pérenne, densément pubescente, à poils non glanduleux, fleurs jaune à macules fortement contrastés : pourpre sombre intense, presque noirs. Pointe des pétales triangulaire. Calices à 10 côtes, à pédoncule de longueur +/- identique à celle du calice même.

Physalis peruviana
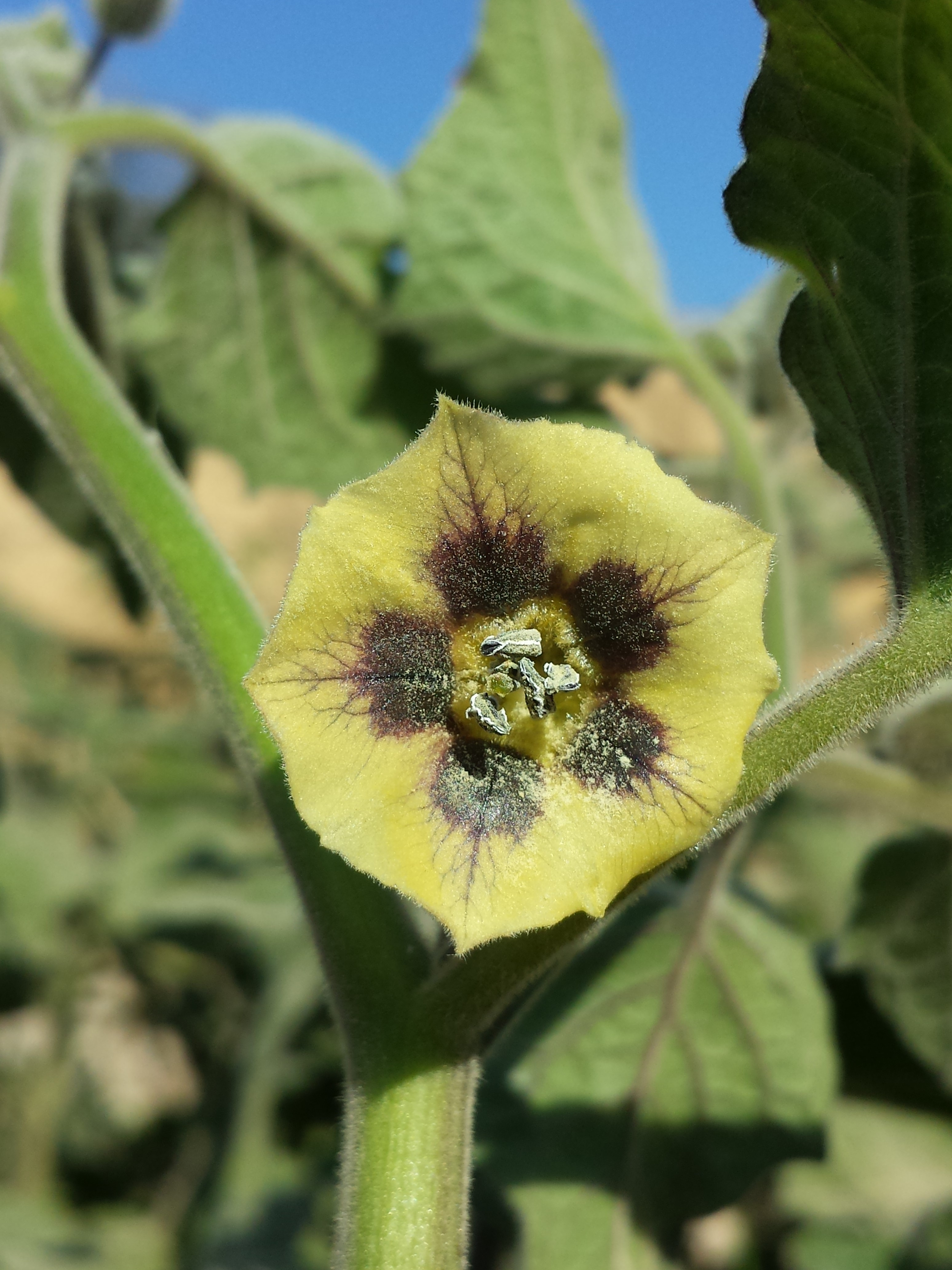
fleur à macules contrastés
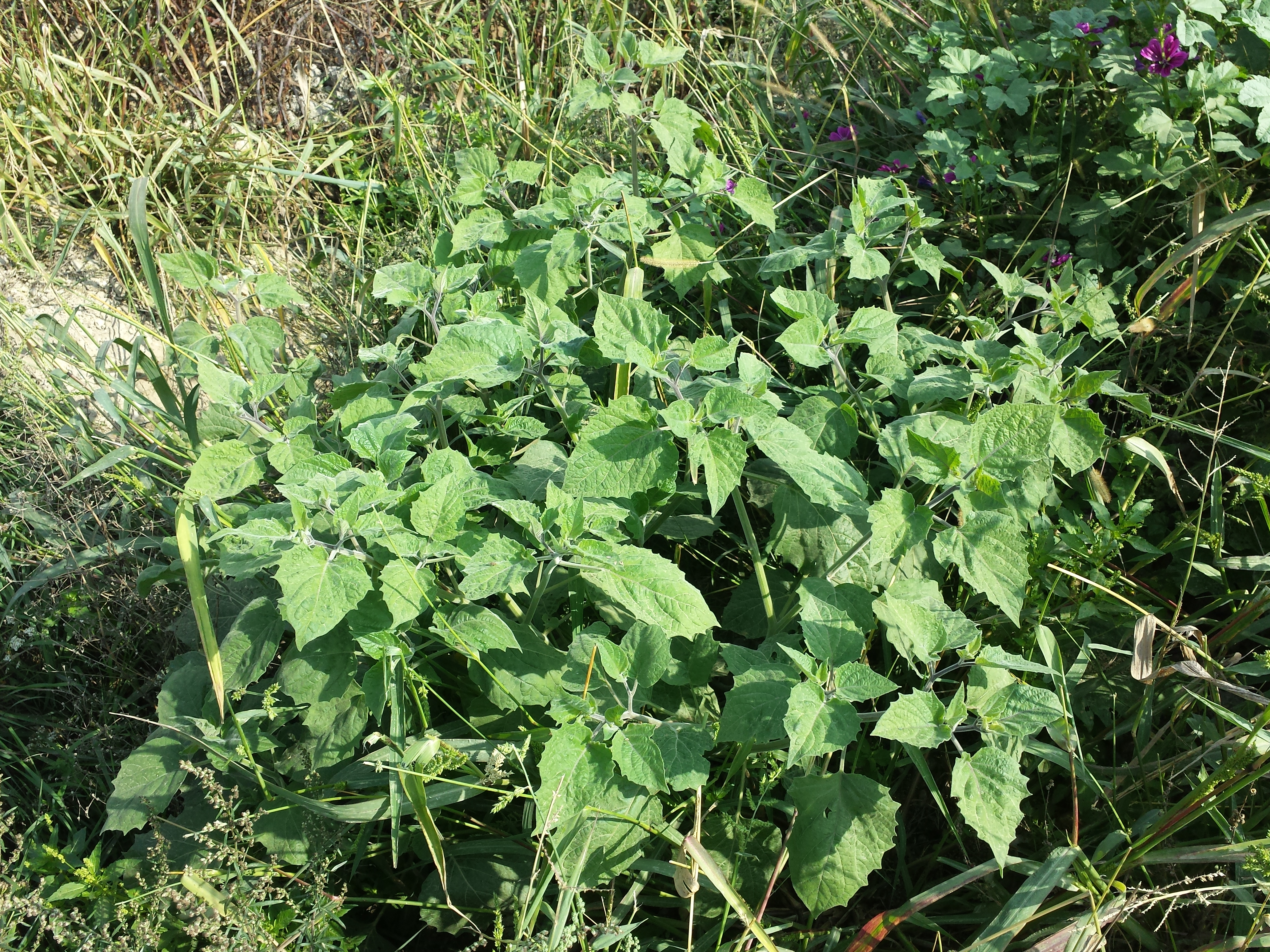
feuillage
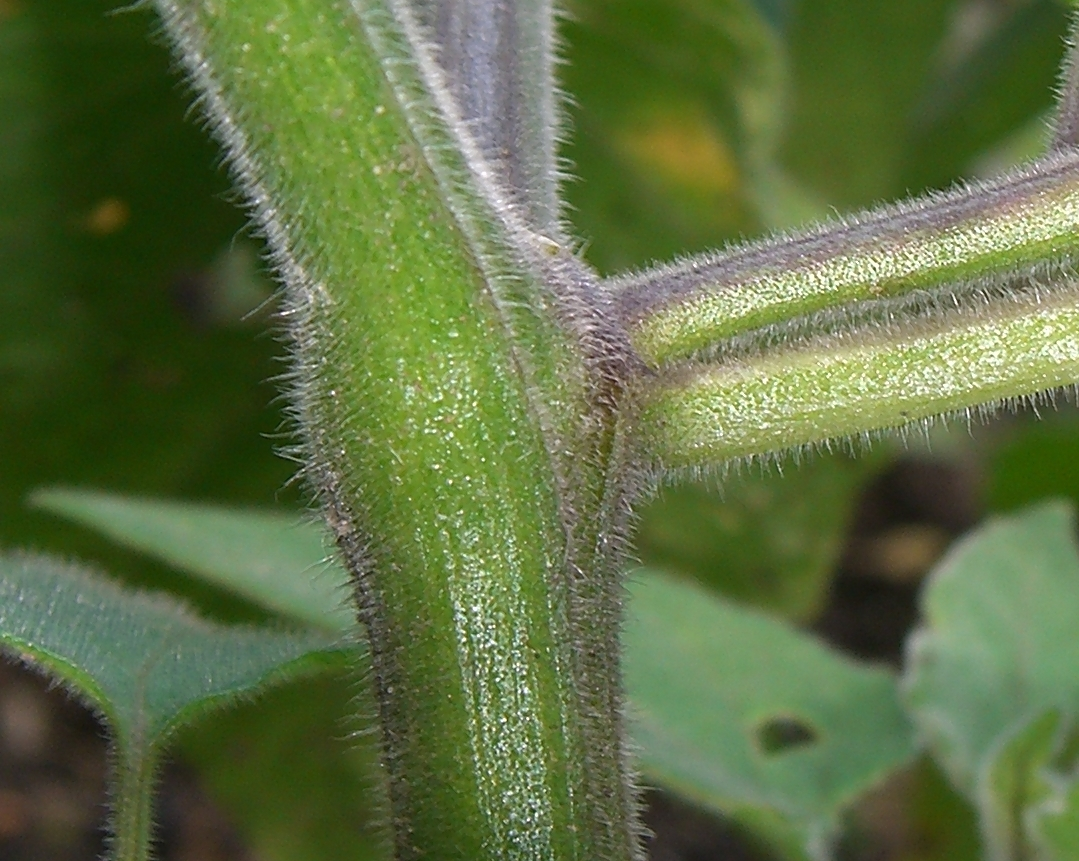
détail de la pilosité
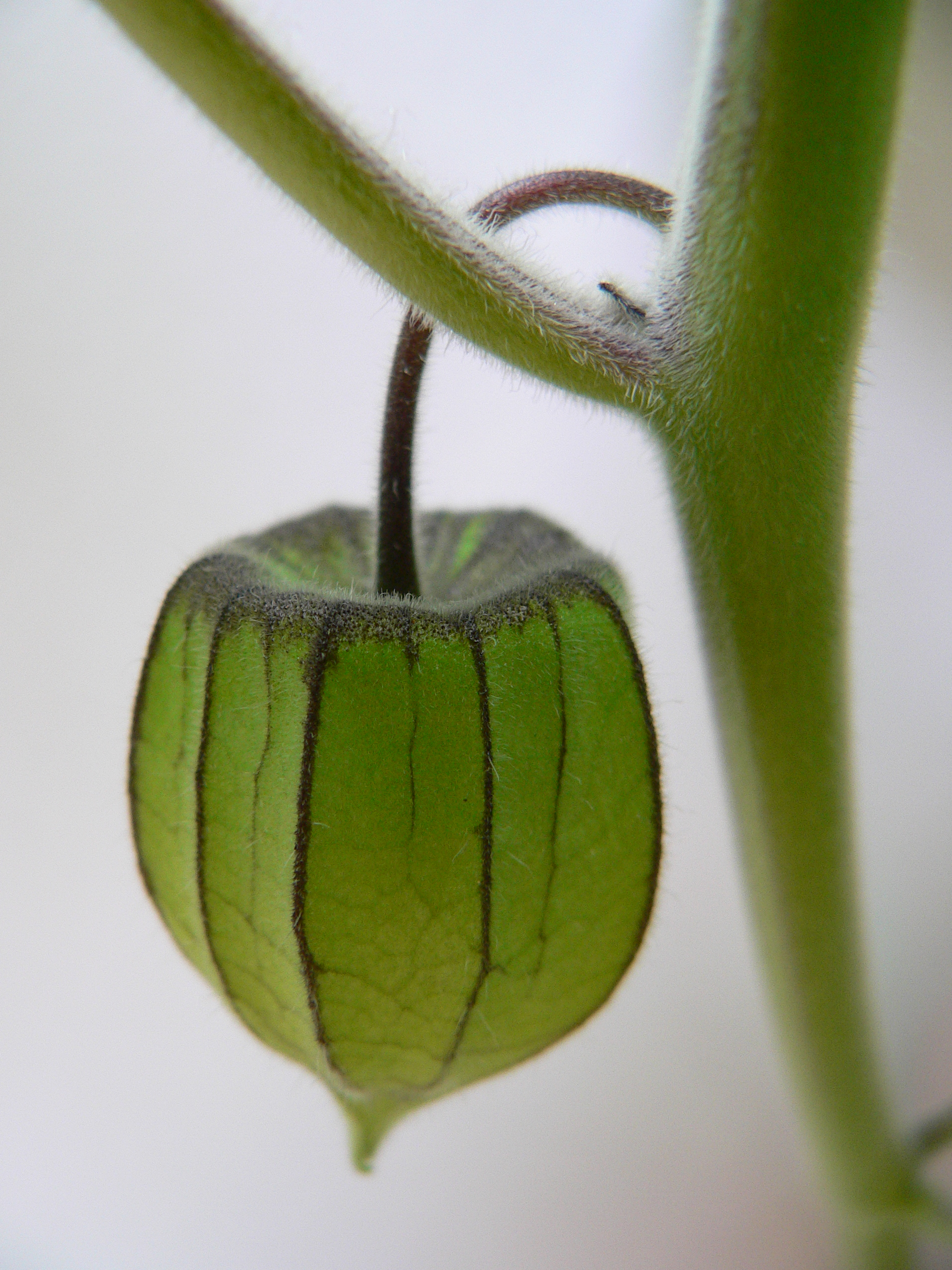
calice à 10 côtes

### Physalis heterophylla
Plante herbacée rhizomateuse (géophyte), densément velue, à poils simples, parfois avec des poils glanduleux plus courts. Corolles jaunes, étalées, à larges macules vert-pourpres, calices en fruit présentant 10 côtes, longuement pédonculés.

Physalis heterophylla
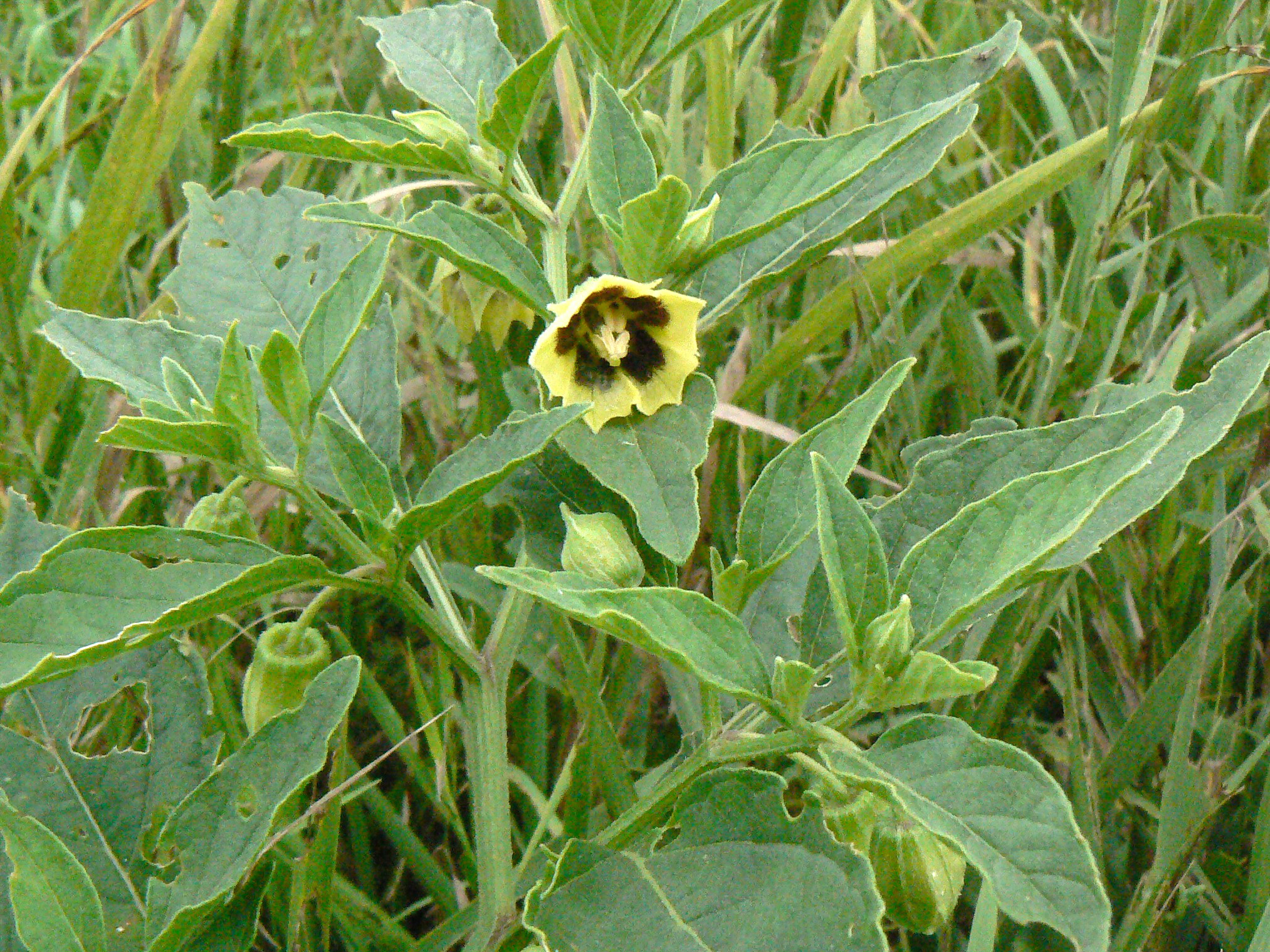
fleur à macules pourpres-bruns
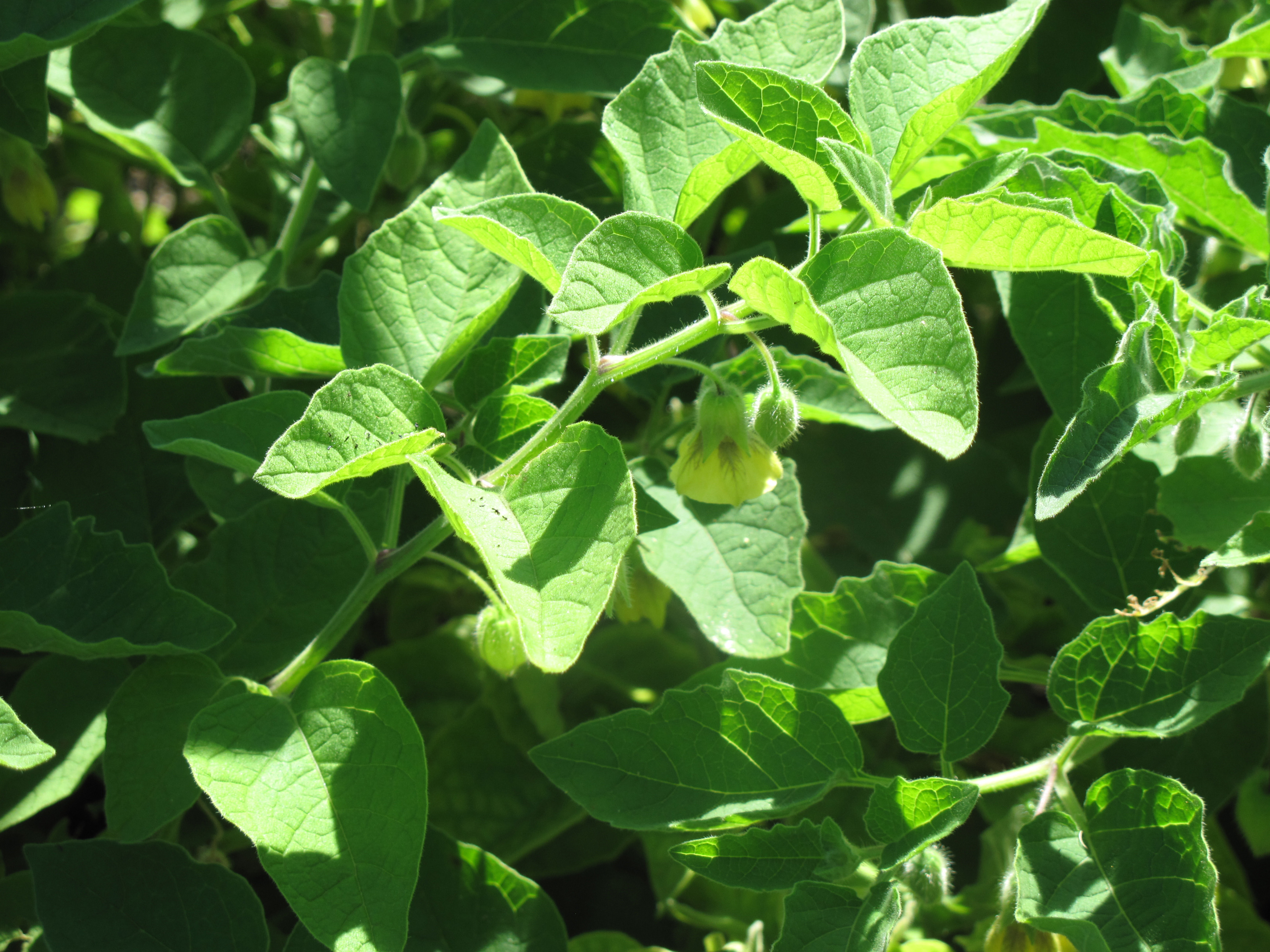
feuillage
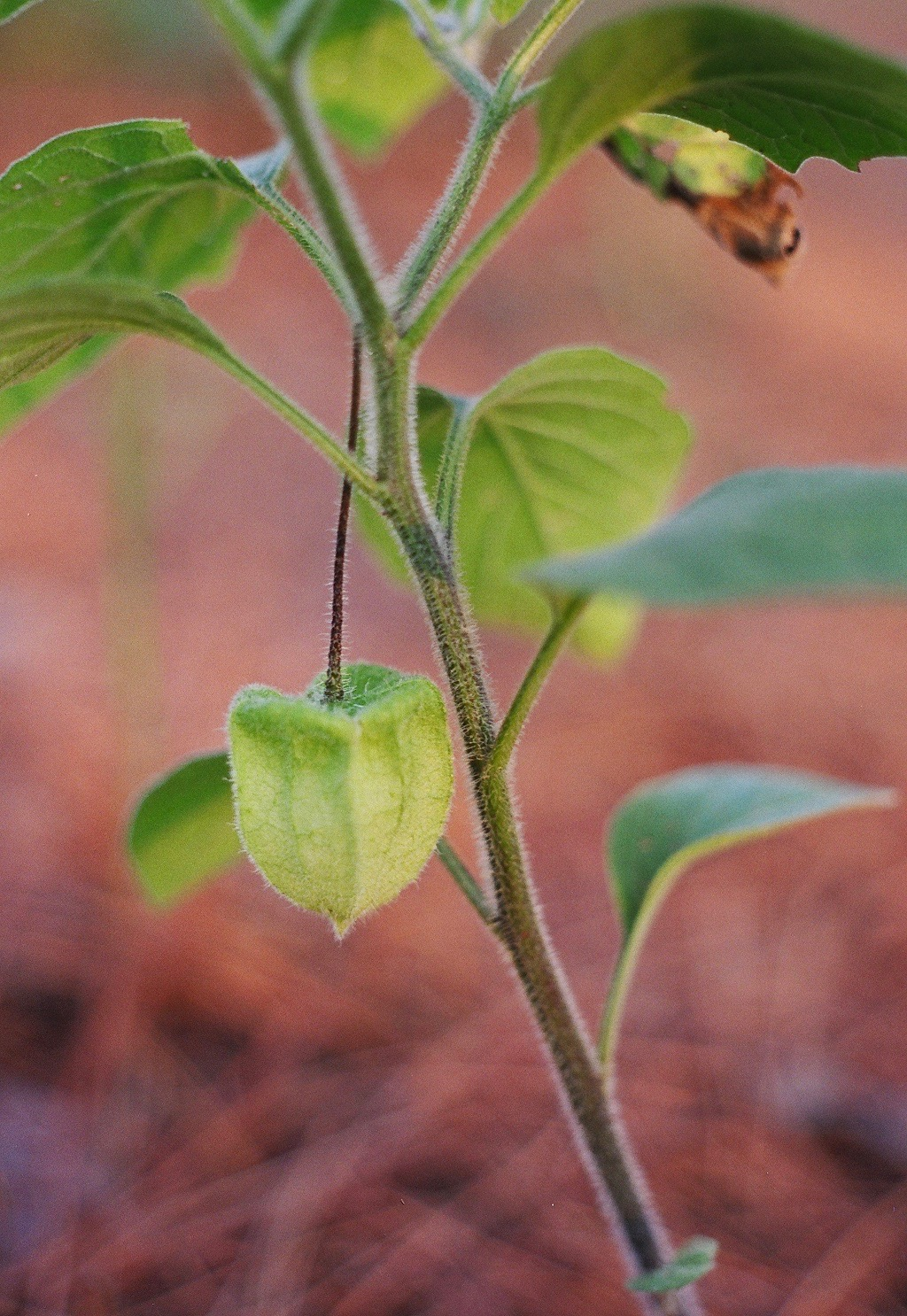
pilosité et fruit à 10 côtes
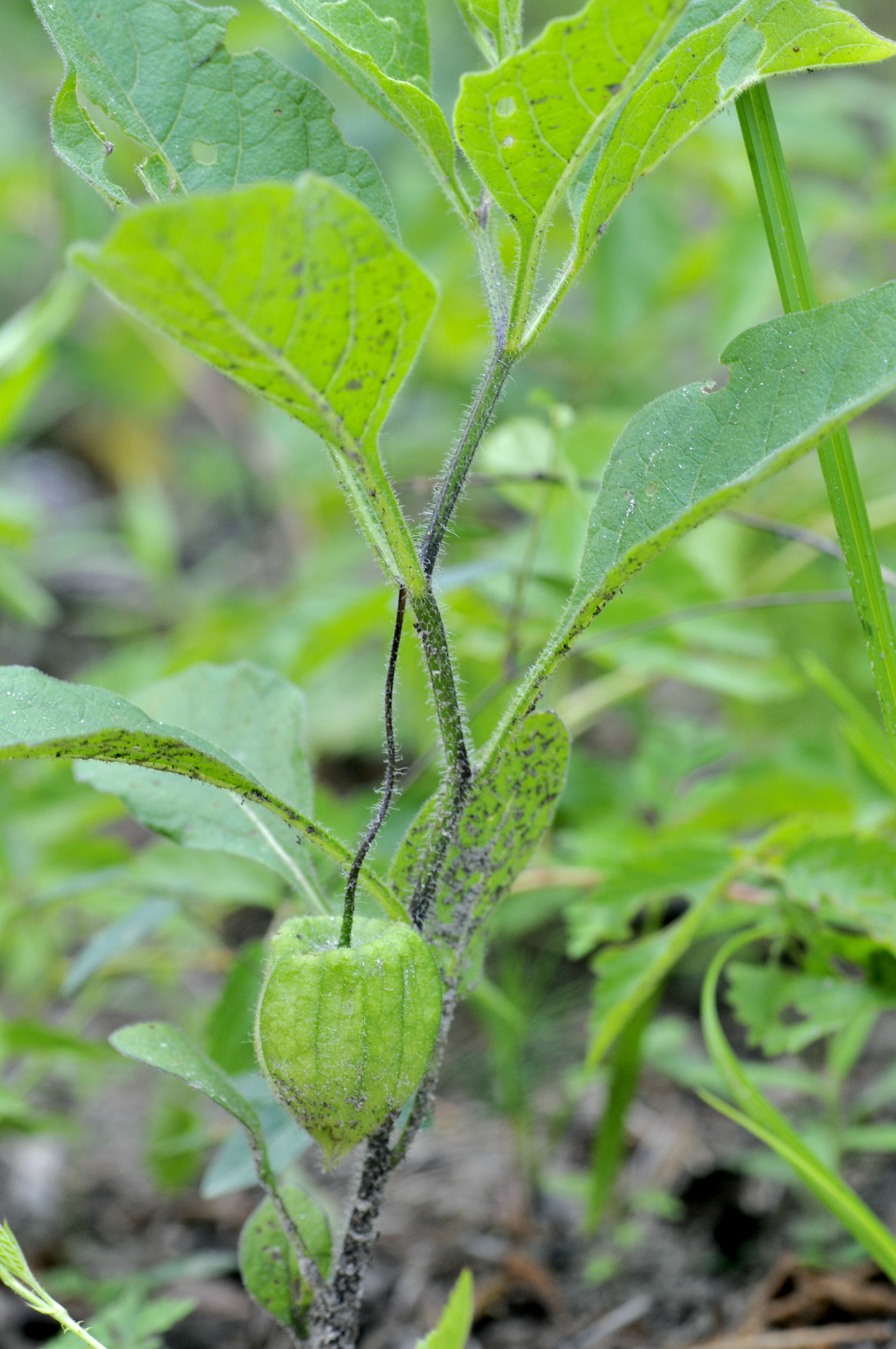
fruit à 10 côtes

### Tomatille (Physalis philadelphica)
(synonyme : Ph. ixocarpa)

Plante annuelle, glabre ou faiblement pubescente (poils de 0,5 mm), à corolle étalée, voire fréquemment réfléchie, jaune, à macule +/- contrasté ou diffus, calice présentant 10 côtes lors de la fructification, rempli par le fruit et fréquemment déchiré par celui-ci à pleine maturité, fruits vert, jaunes ou violets, pédoncules floraux de moins de 1 cm, branches à section transversale circulaire, anthères enroulées après déhiscence.

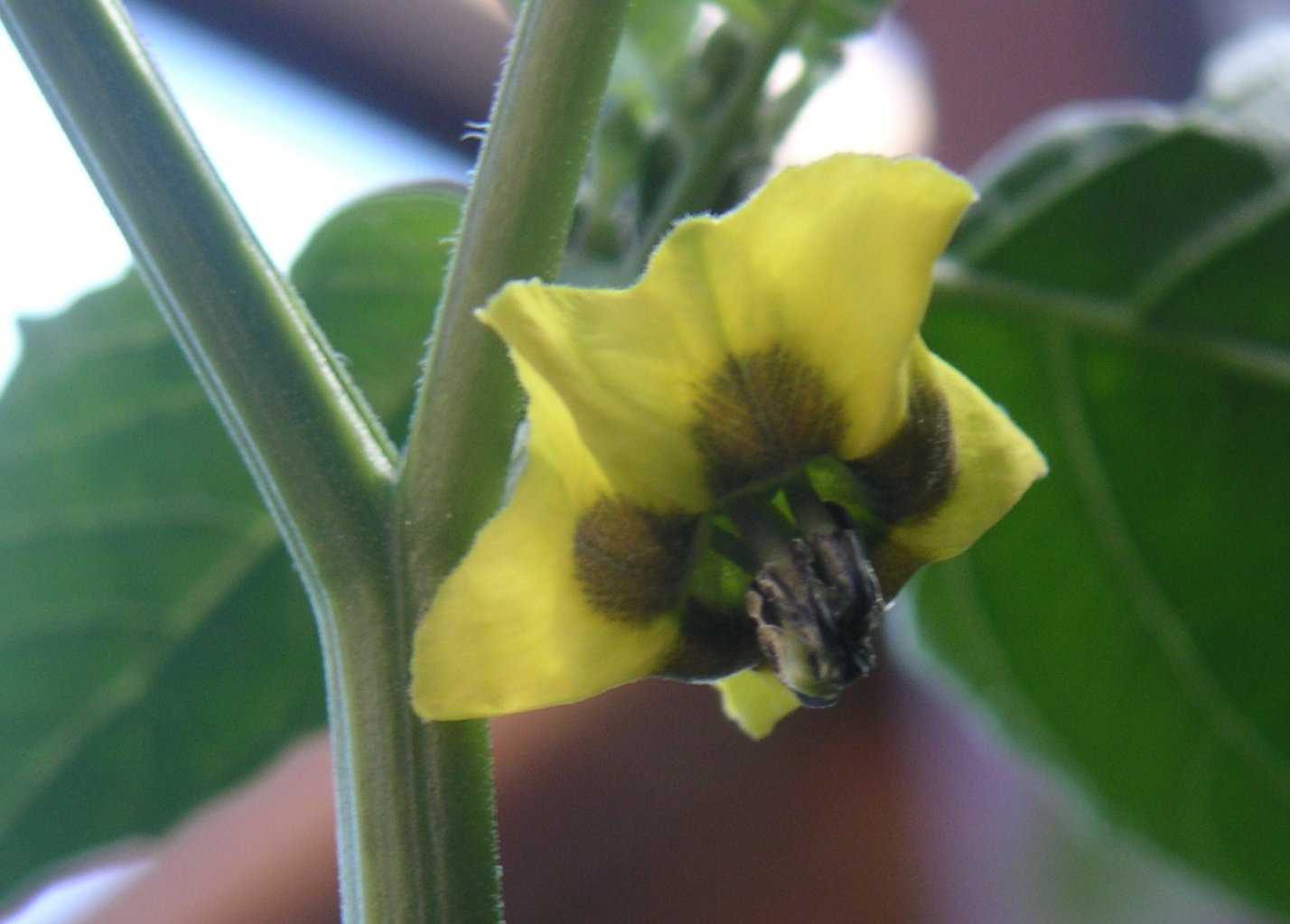
fleur
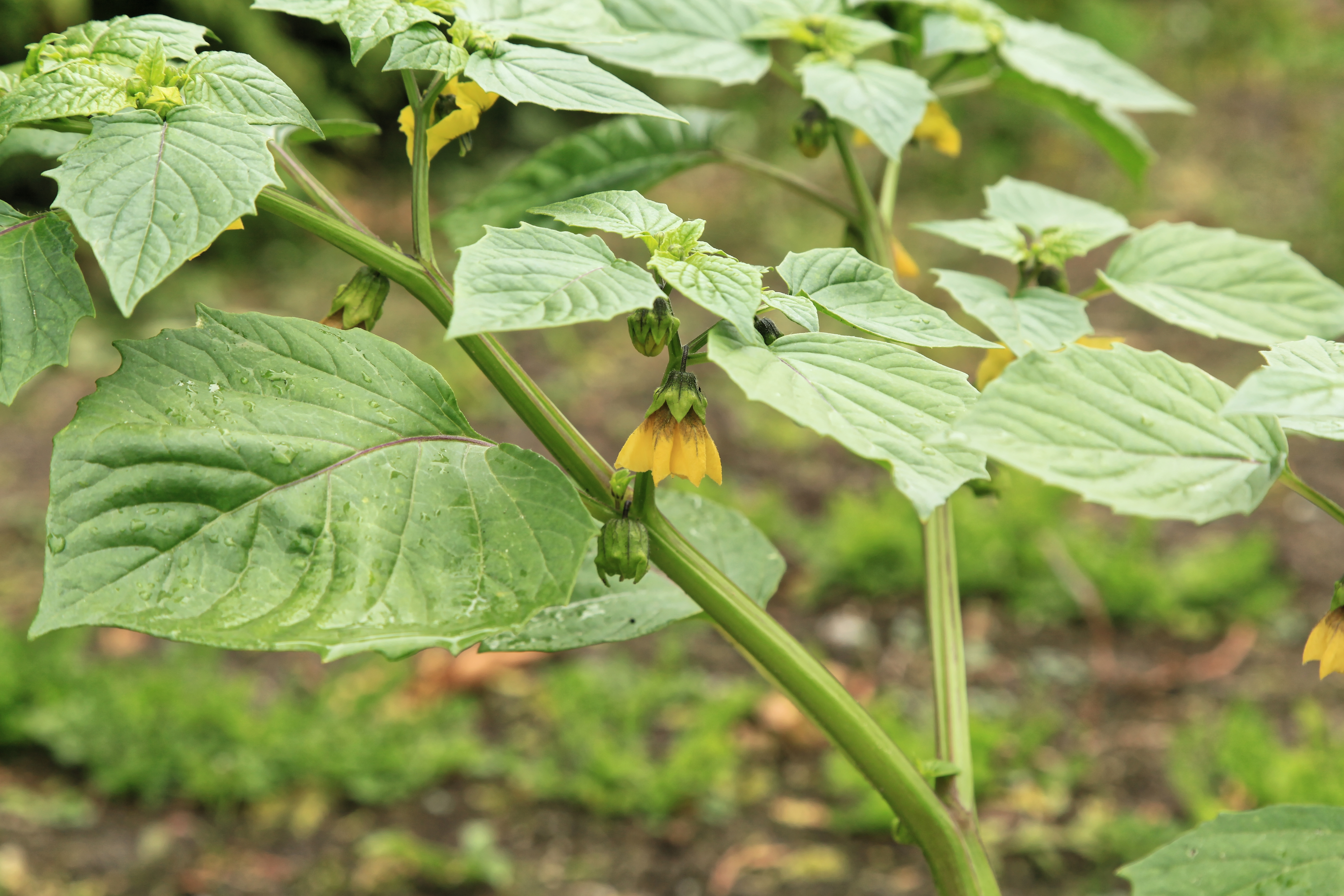
feuillage
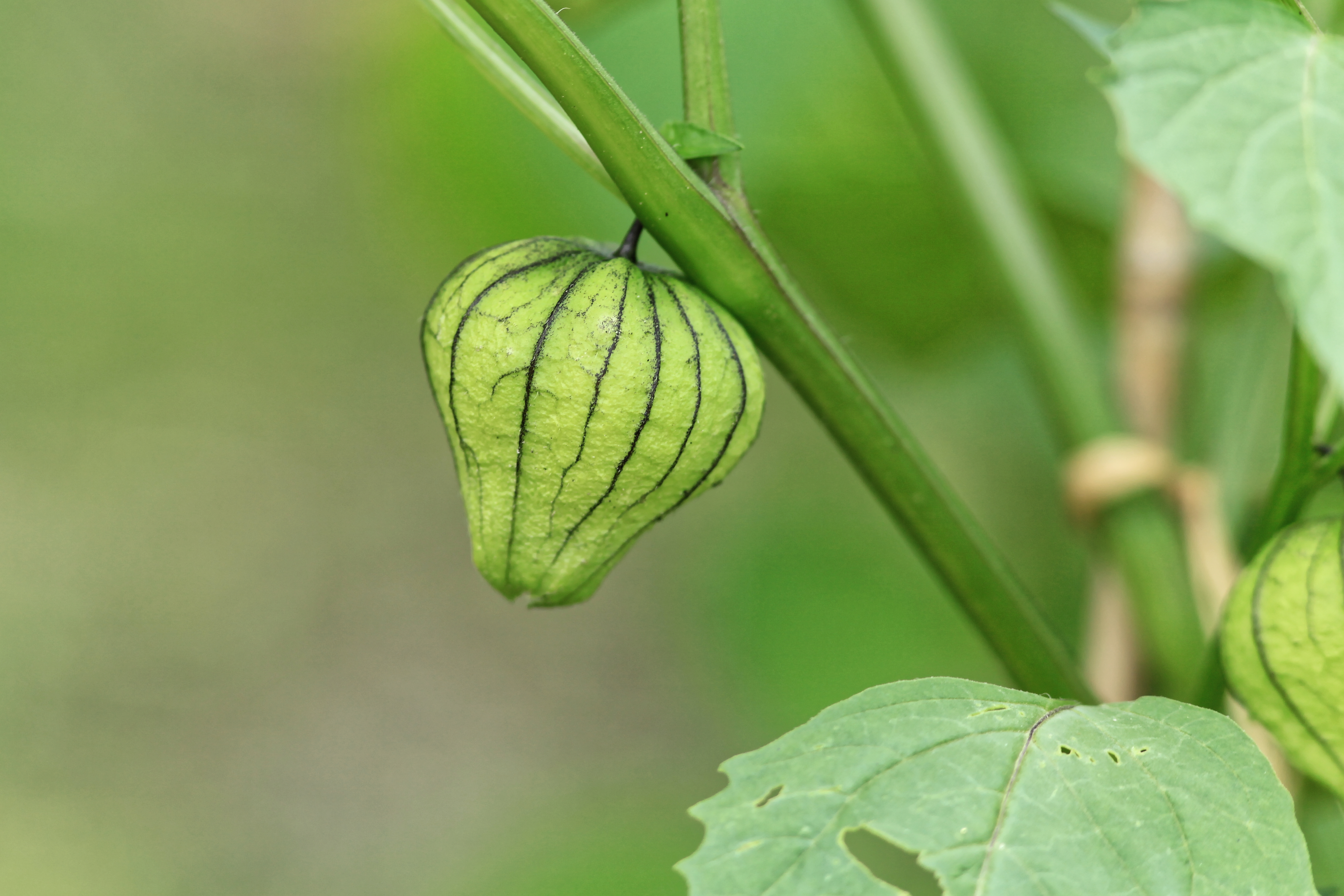
tiges glabres et calice à dix côtes
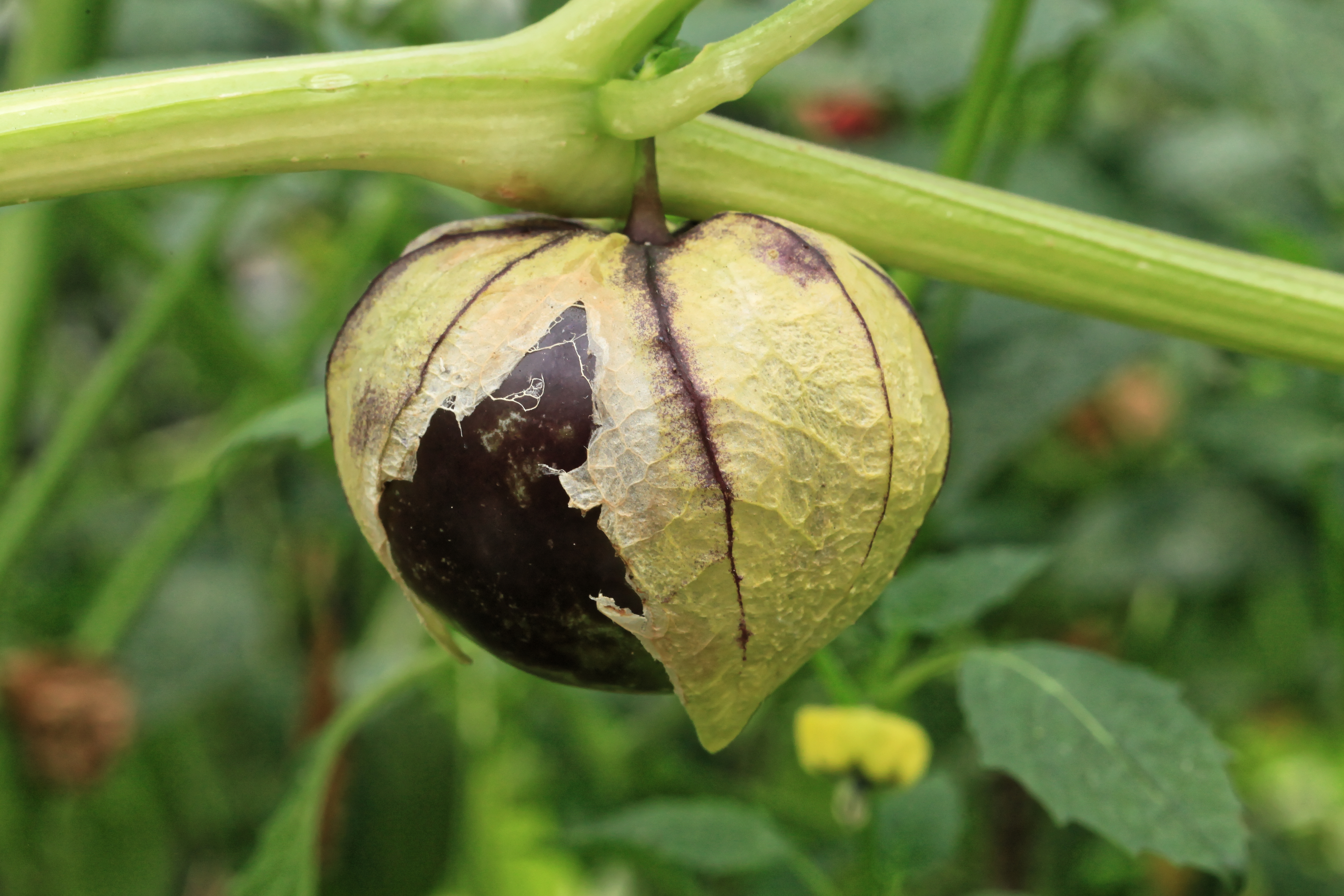
calice à dix côtes et fruit jaune à violet

### Physalis angulata
Plante glabre ou faiblement pubescente, à corolle étalée, jaune, calice présentant 10 côtes marquées lors de la fructification, pédoncules floraux de moins de 1 cm. Branches à section transversale anguleuse. Anthères droites après déhiscence.

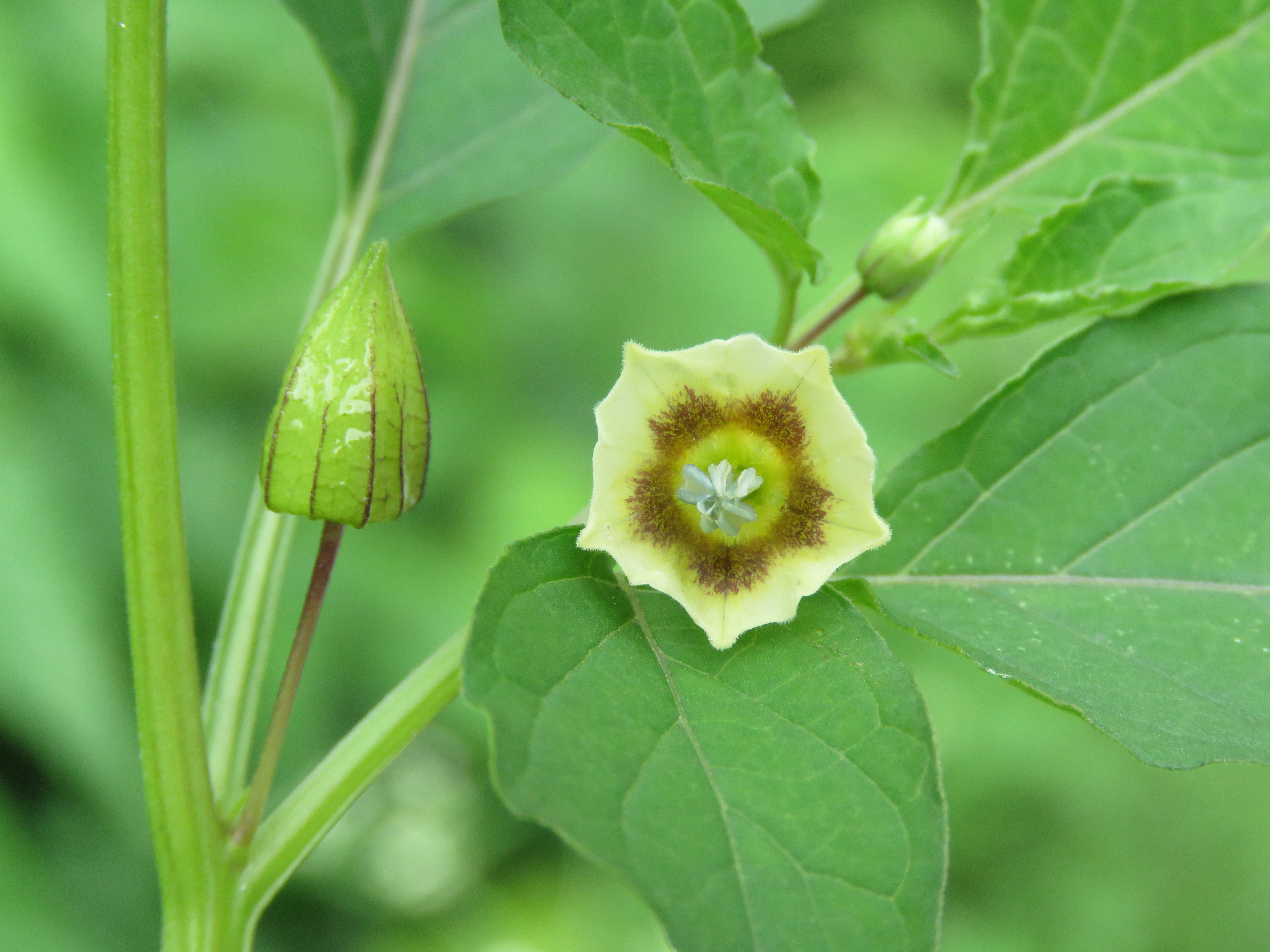
fleur
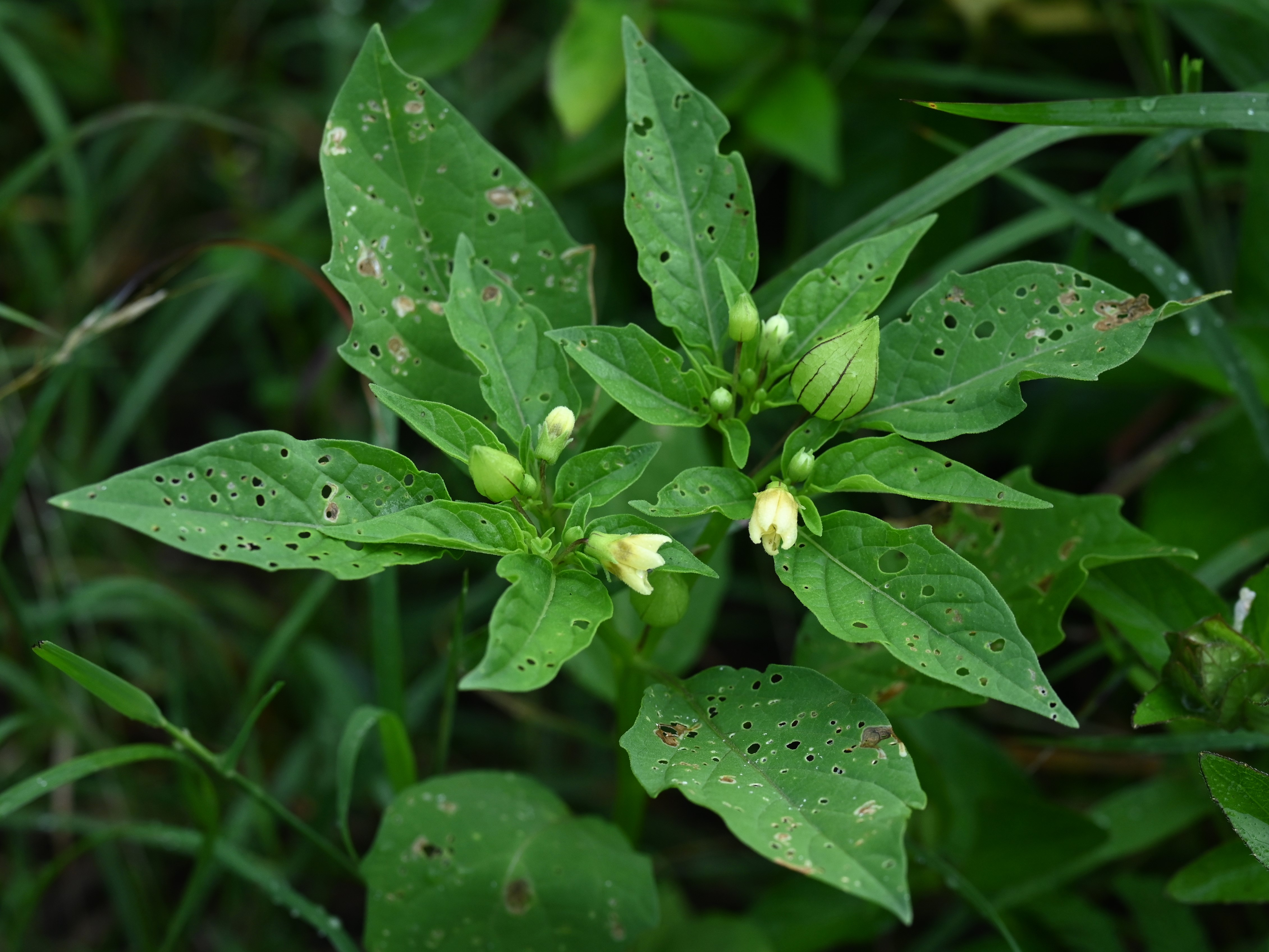
feuillage
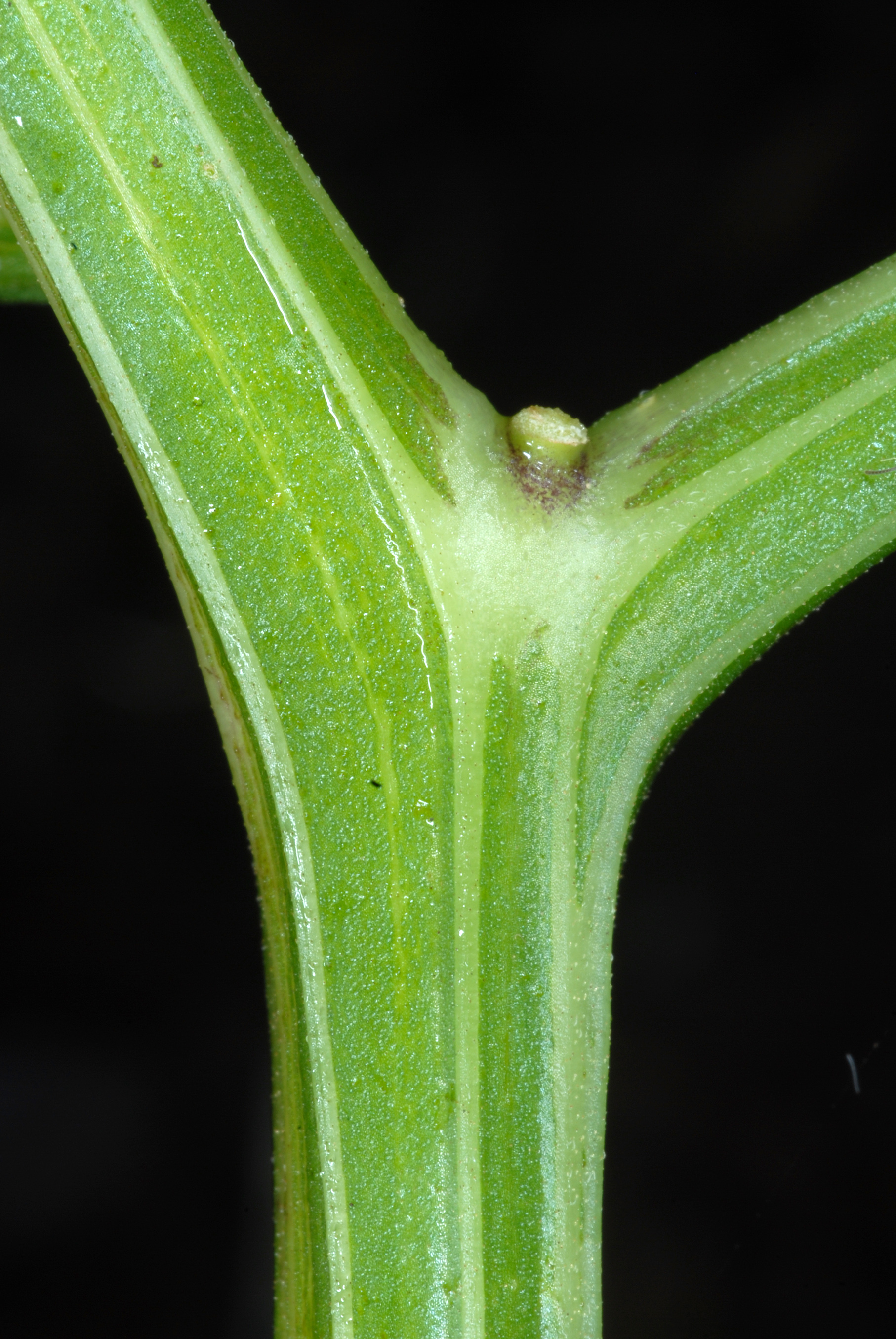
détail de la tige anguleuse et glabre
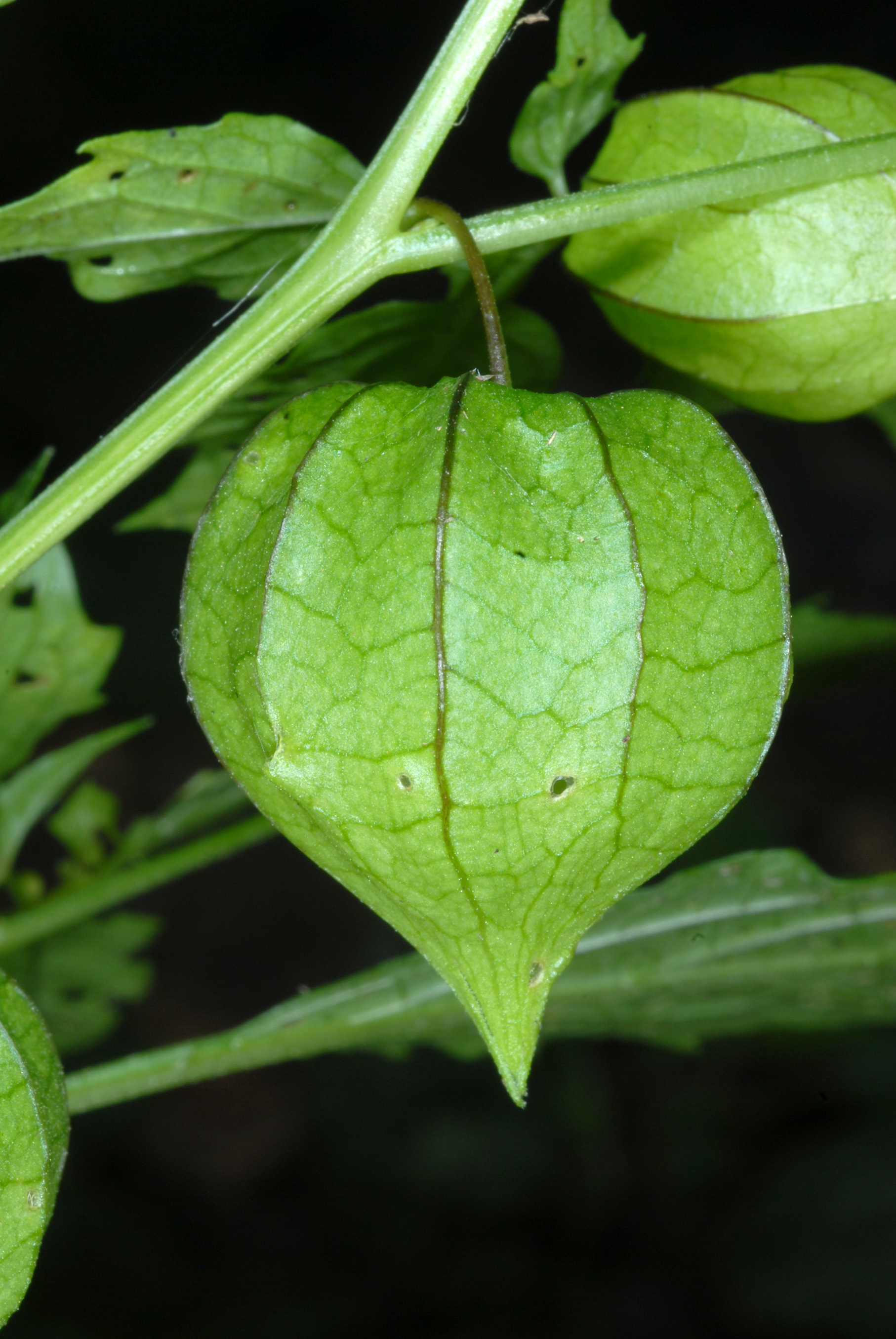
calice à 10 côtes

### Alkékenge, Amour-en-cage (Physalis alkekengi)
nom actuellement accepté : Alkekengi officinarum Moench

Fleurs blanches dont la corolle a des lobes à peu près aussi longs que larges  (les Physalis sensu strico ont des lobes qui sont toujours nettement plus courts que larges), fruits et calices des fruits mûrs oranges vif à rouge.

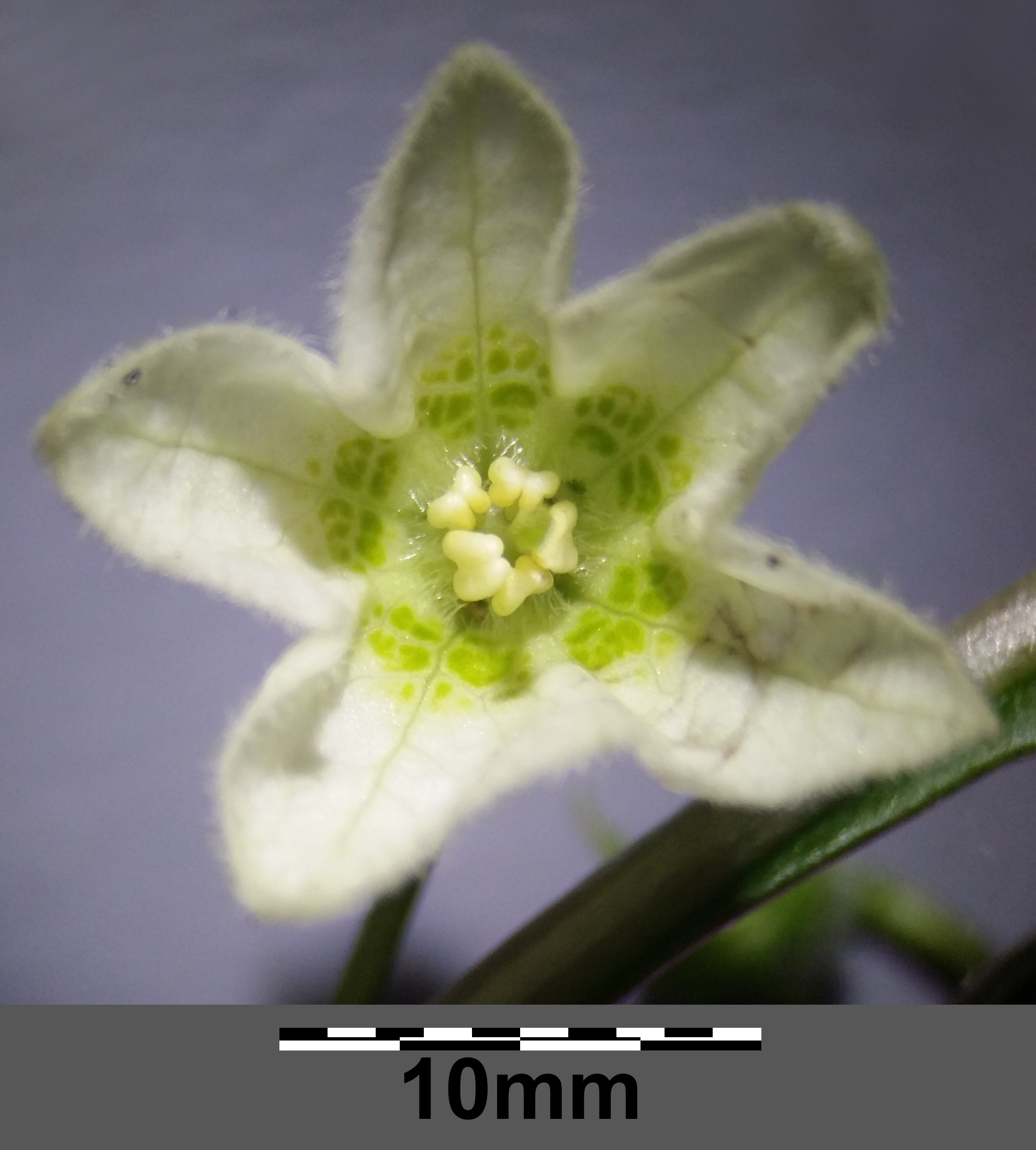
fleur
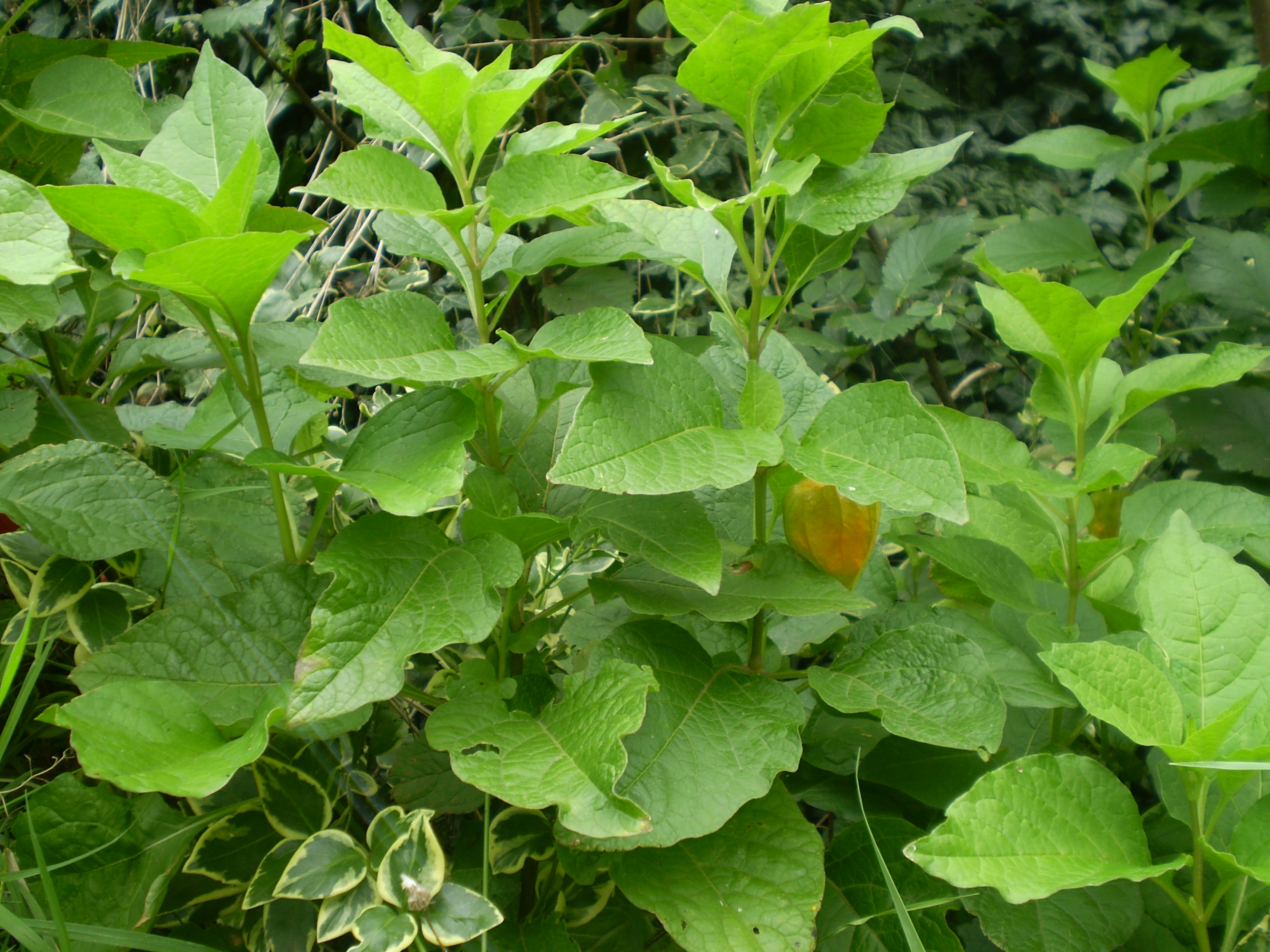
feuillage
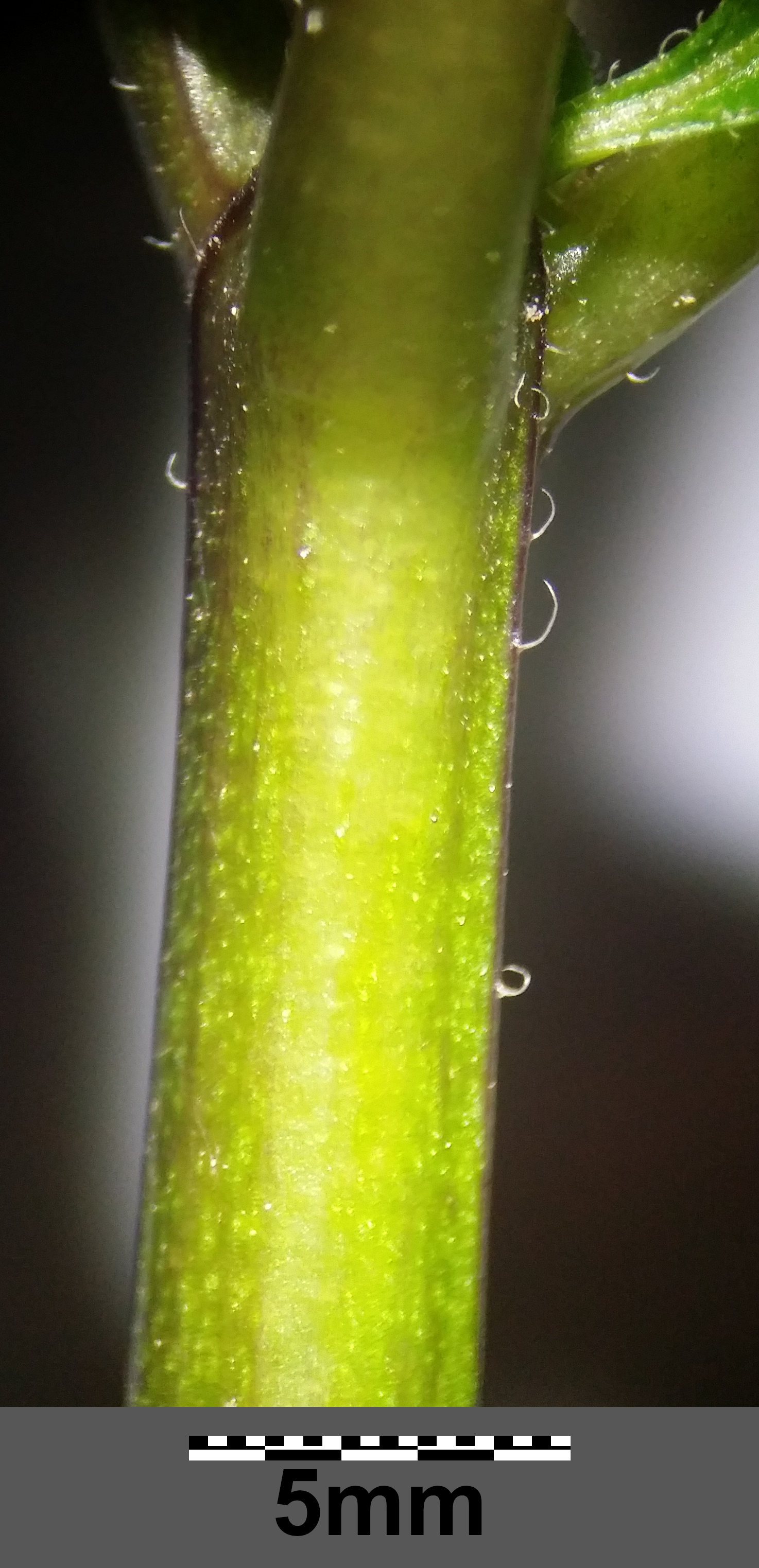
détail de la tige
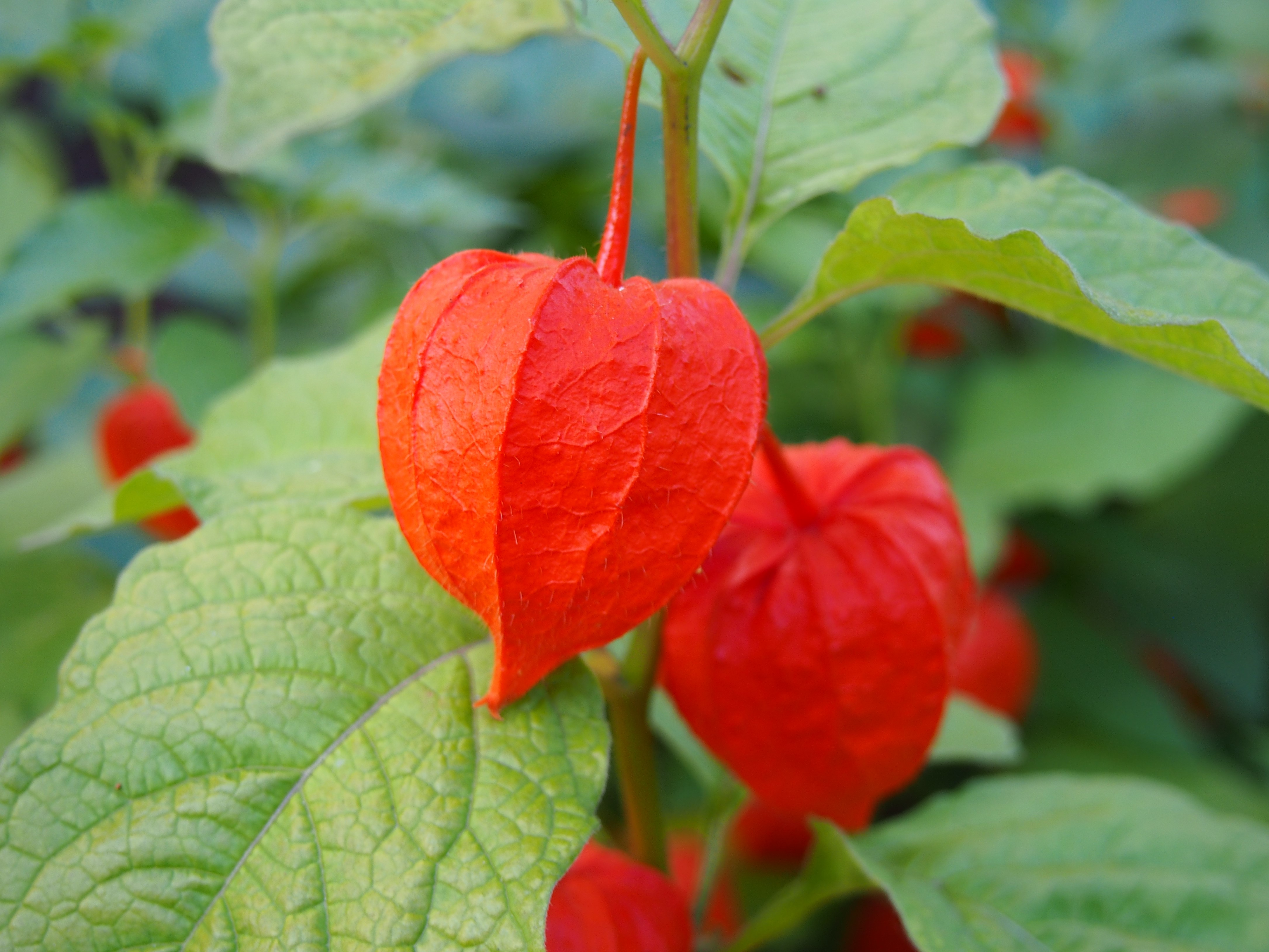
calice orange vif à rouge

## Usages
La Tomatille (P. philadelphica = P. ixocarpa) est cultivée de manière extensive et utilisée au Mexique en Amérique du sud pour la conception de sauces.

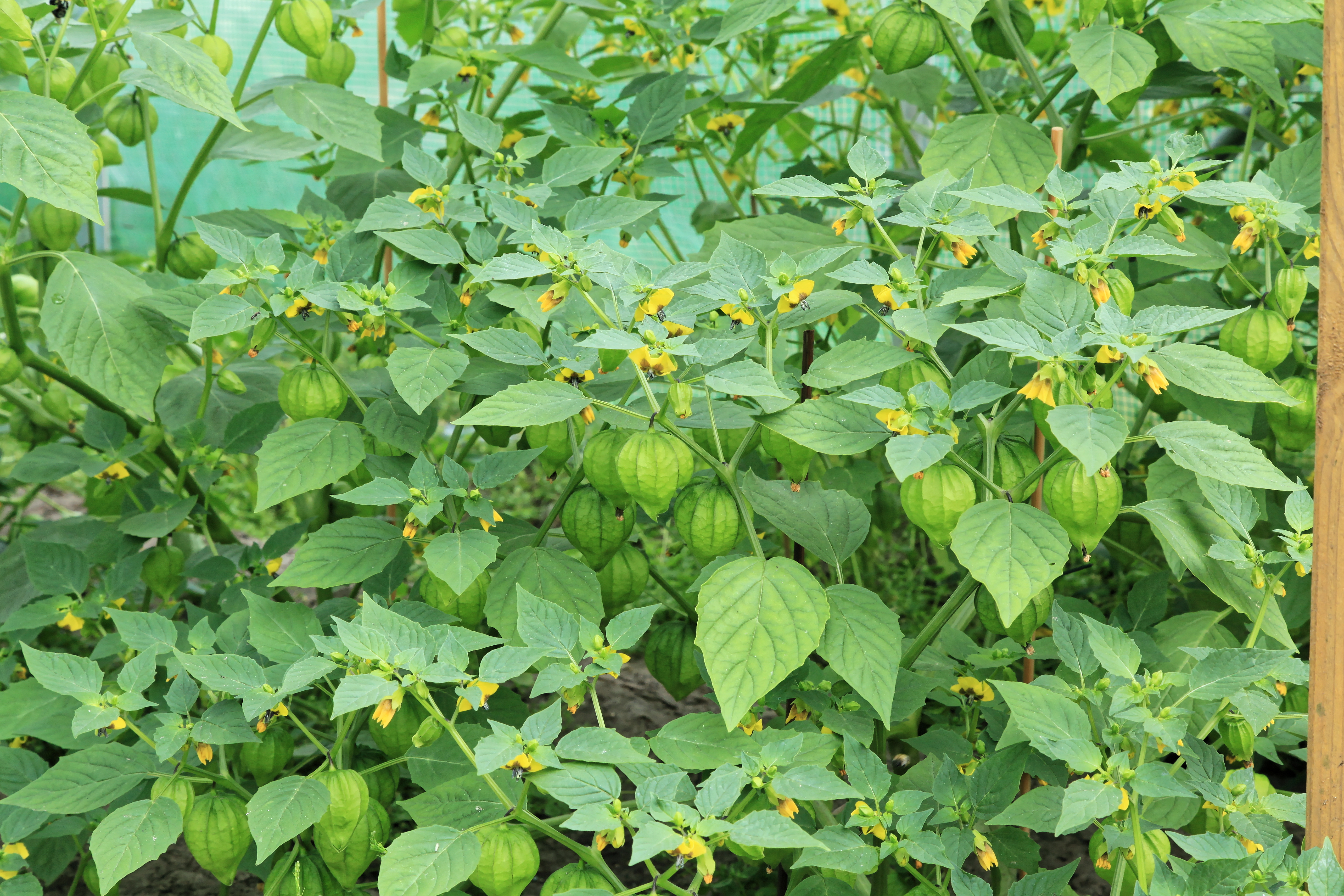
culture de tomatille
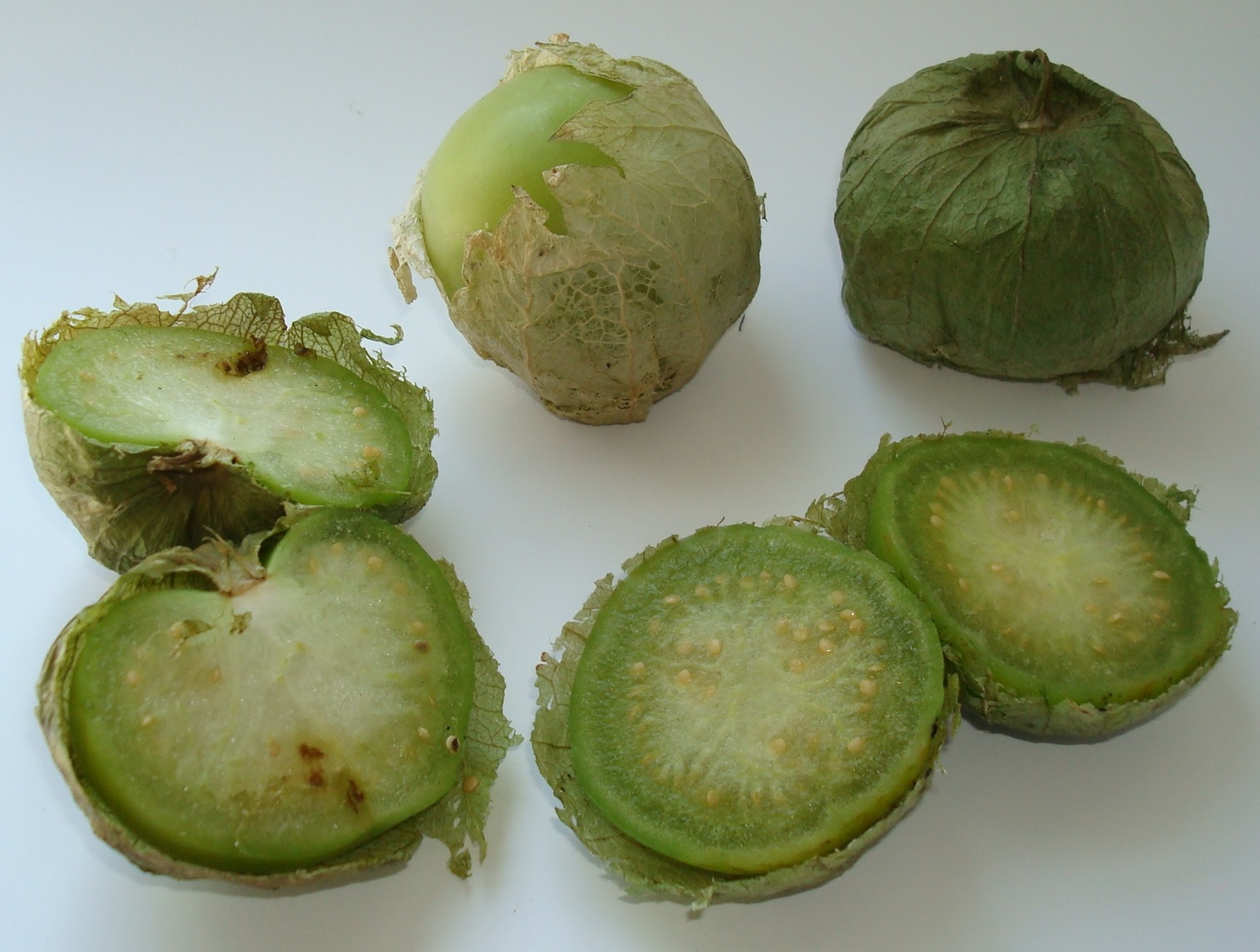
tomatille verte
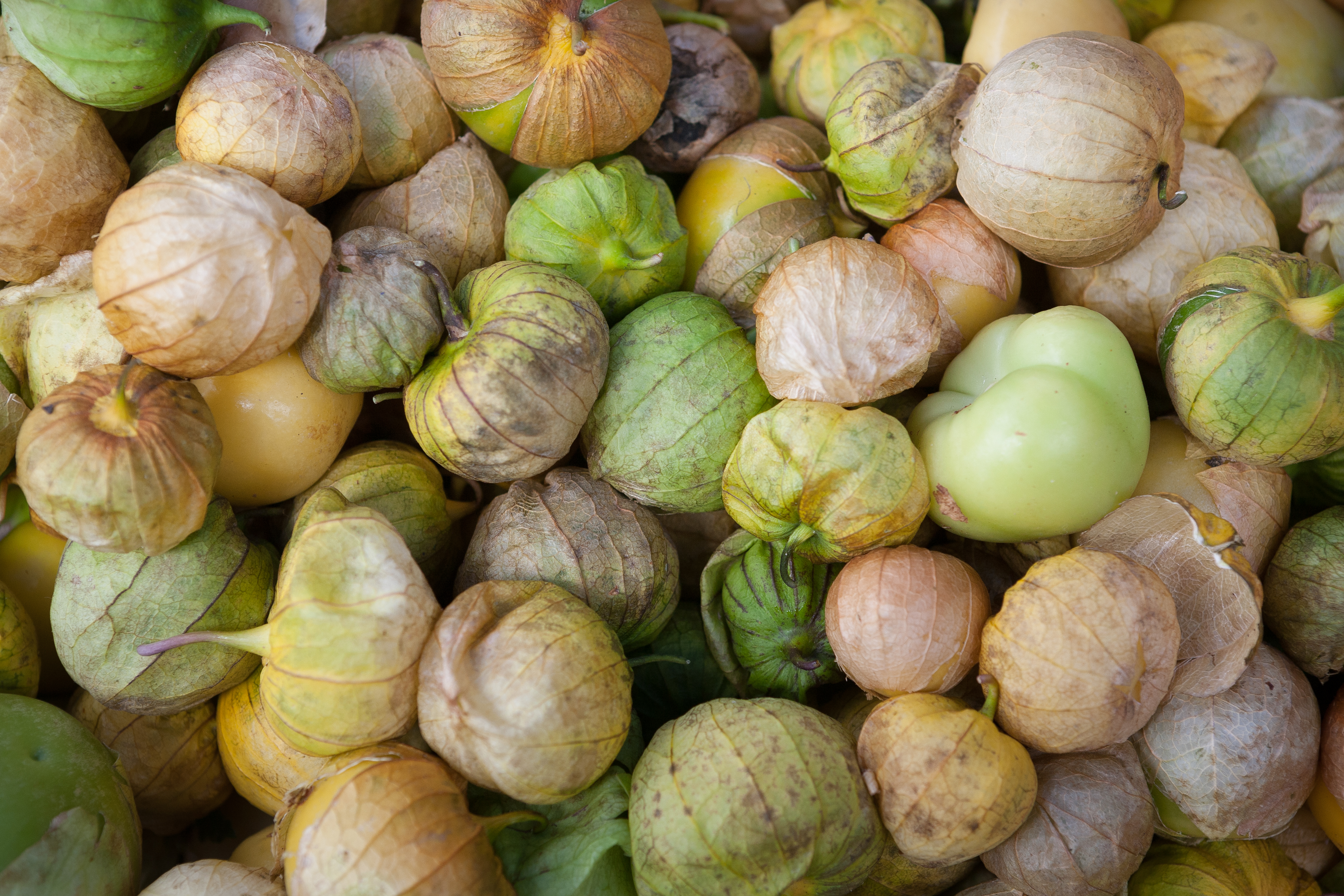
tomatilles dans leurs calices
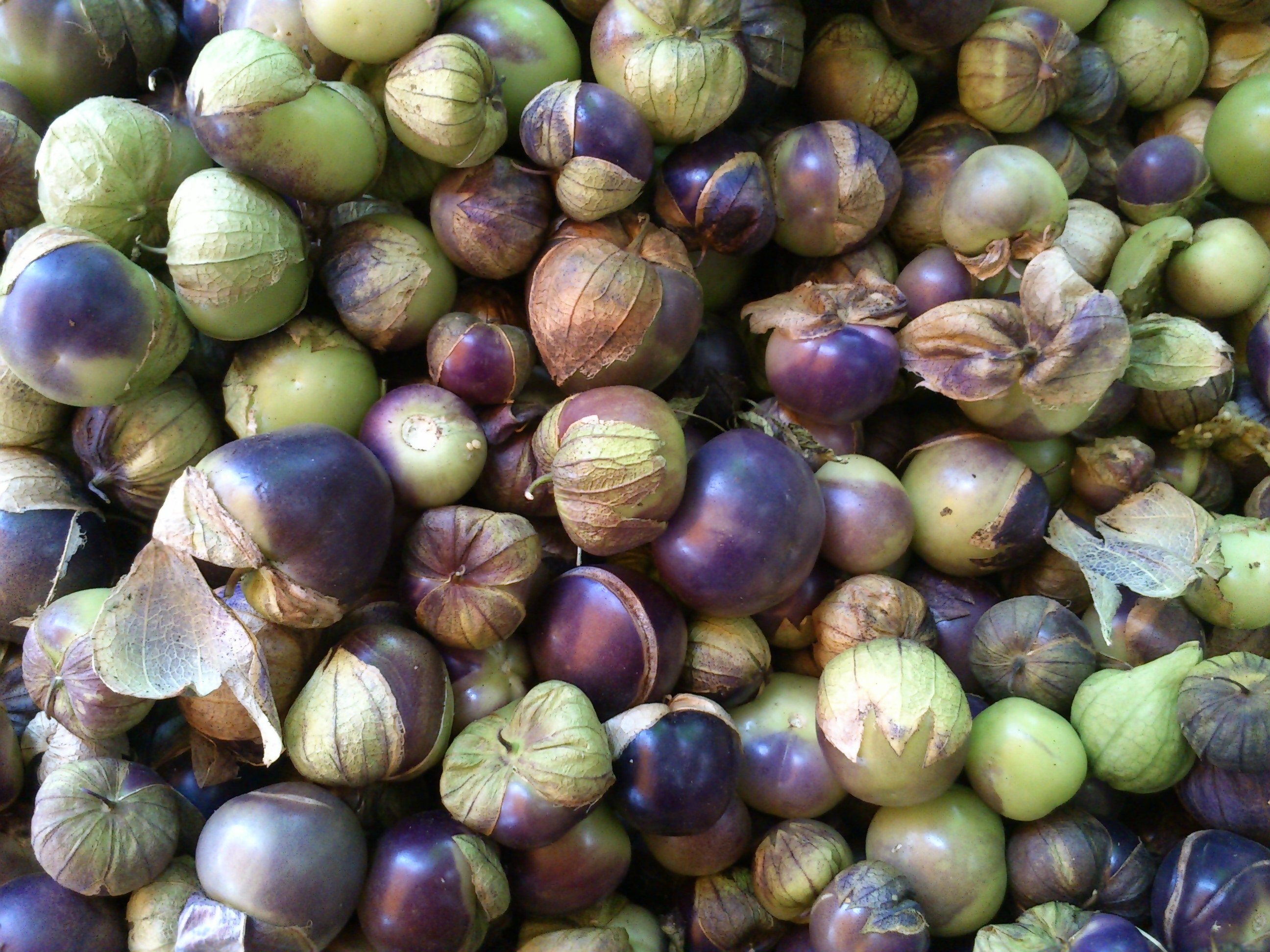
tomatilles violettes
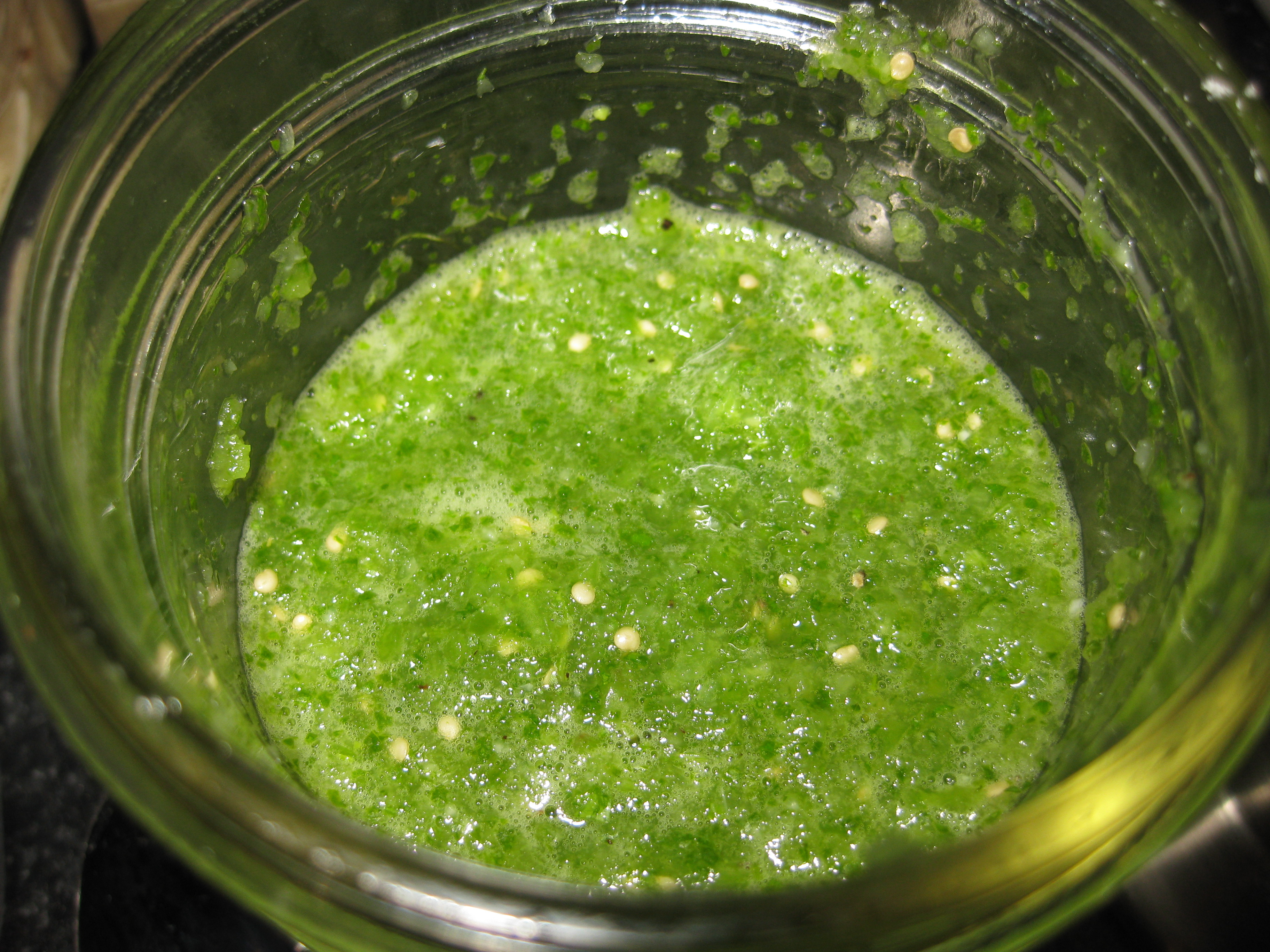
sauce de tomatille :  « salsa verde »

D'autres espèces comme P. peruviana, P. angulata ou P. pruinosa sont cultivées pour leurs baies comestibles.

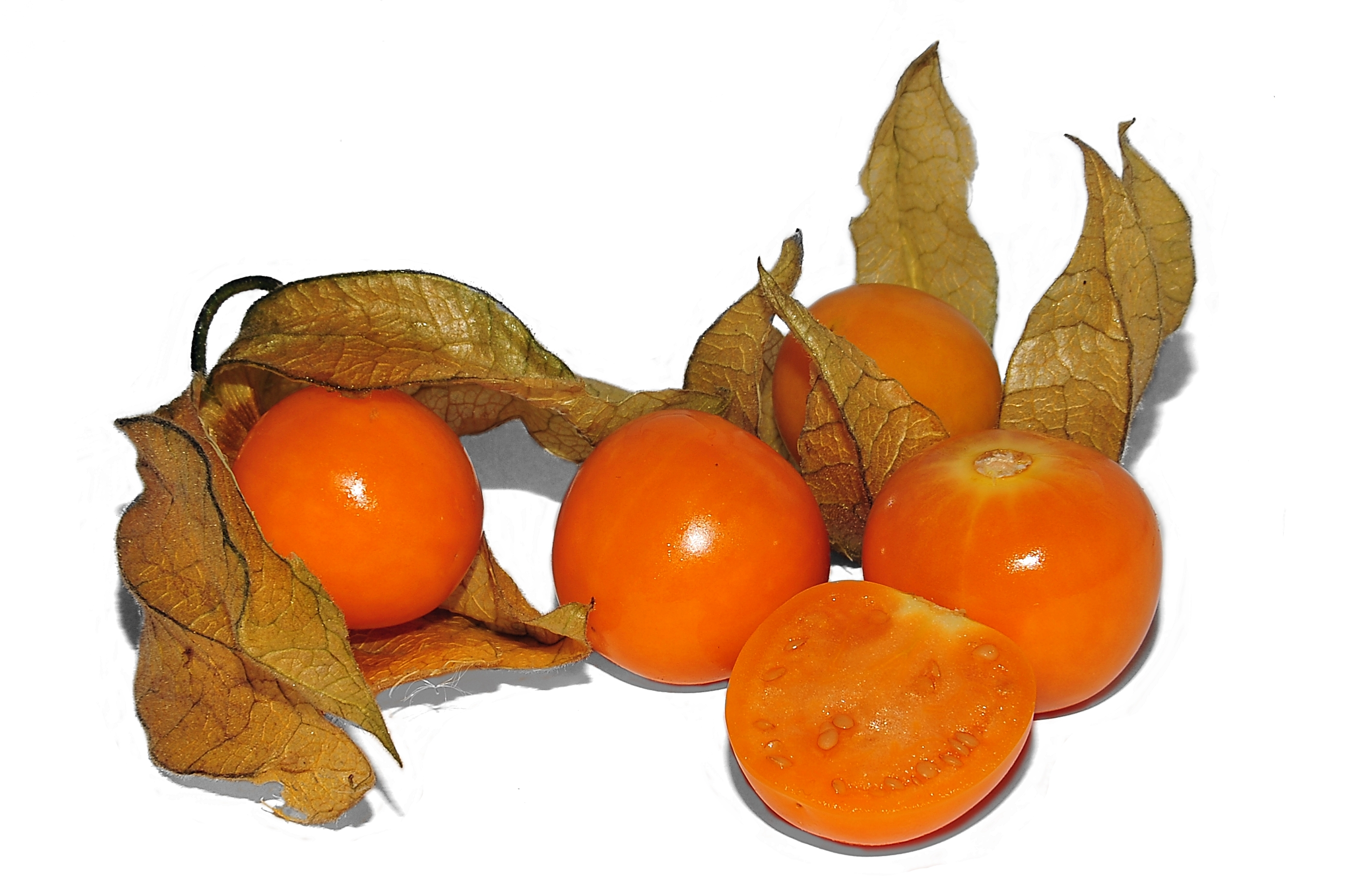
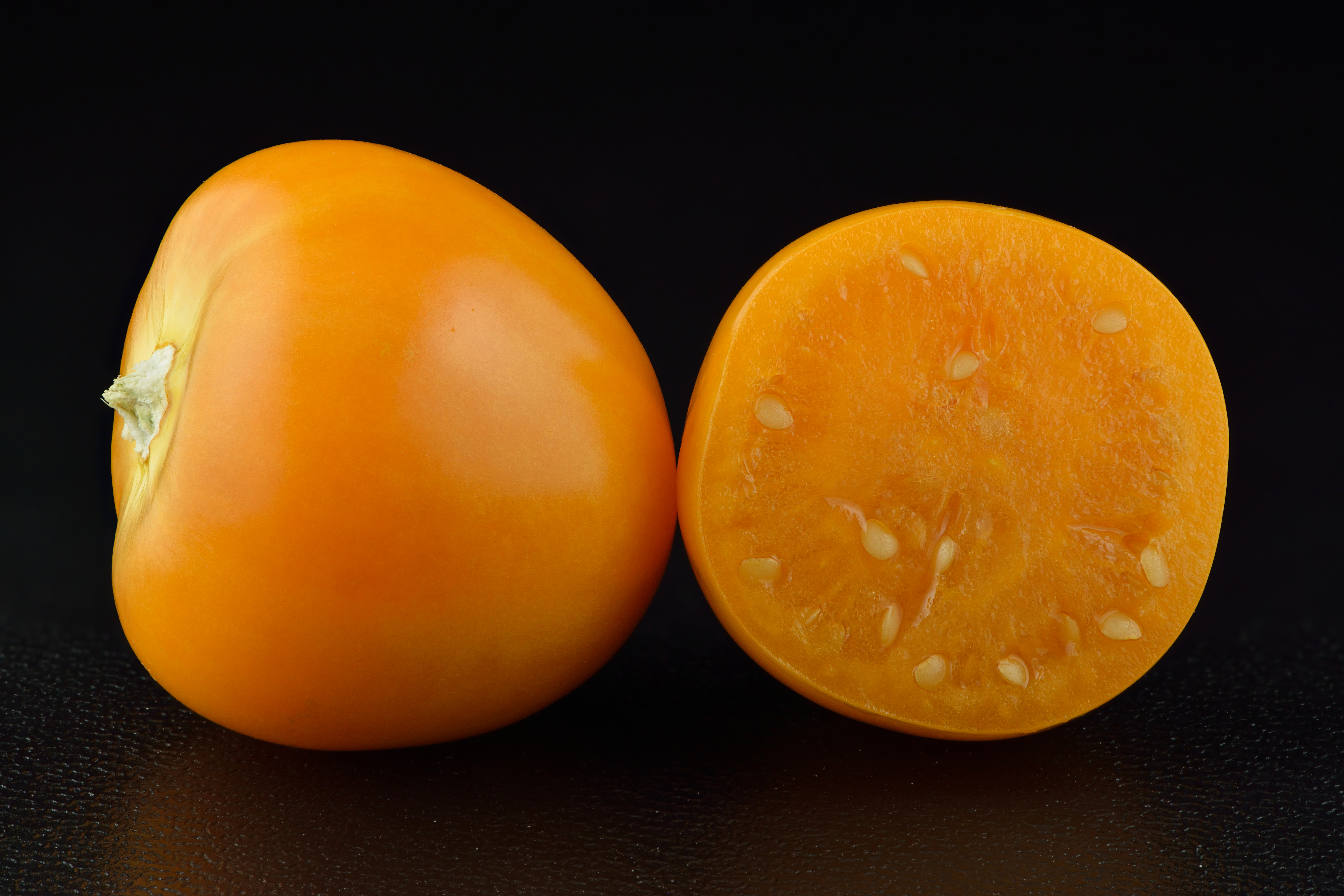
fruit de Coqueret du Pérou
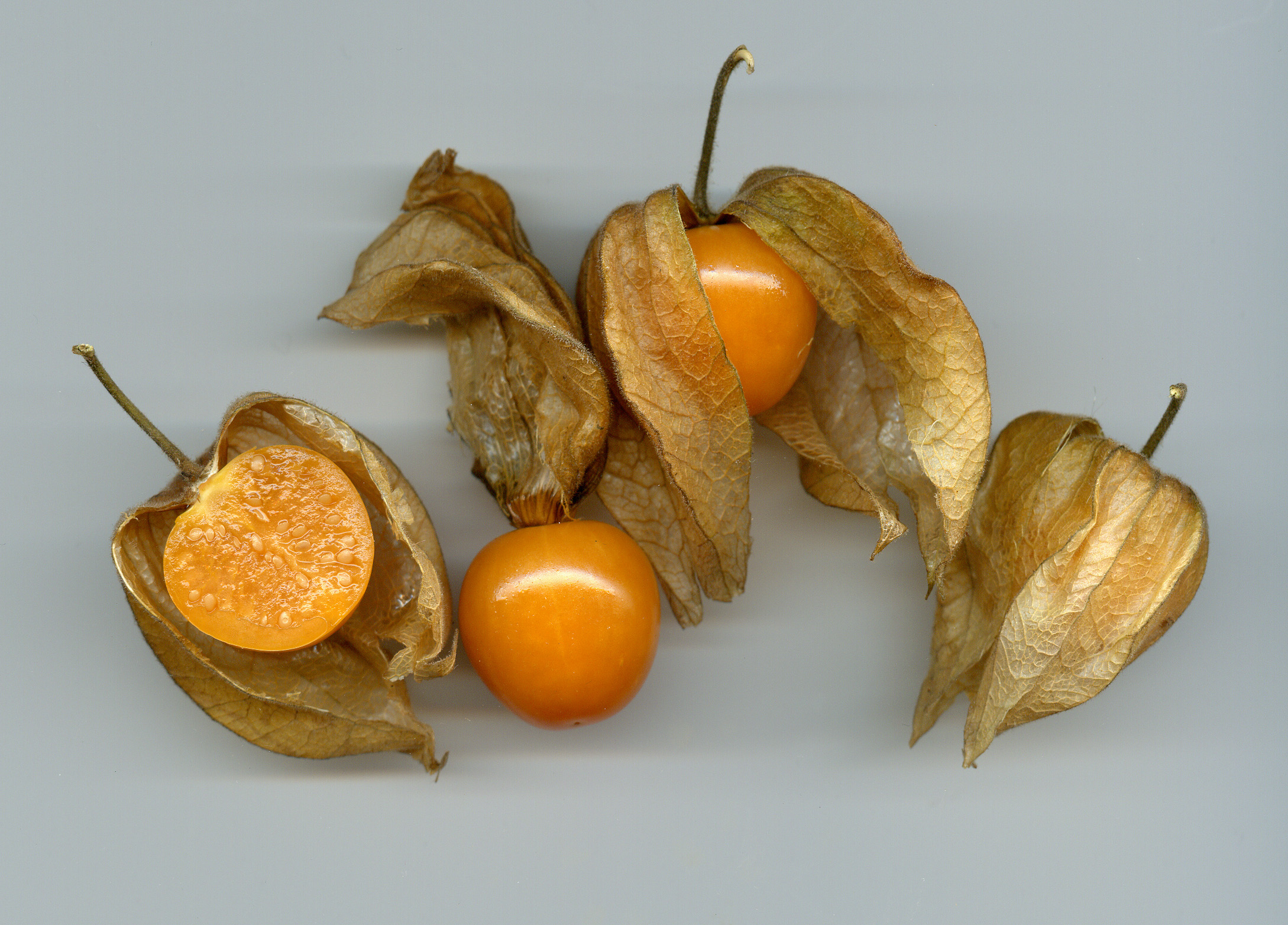
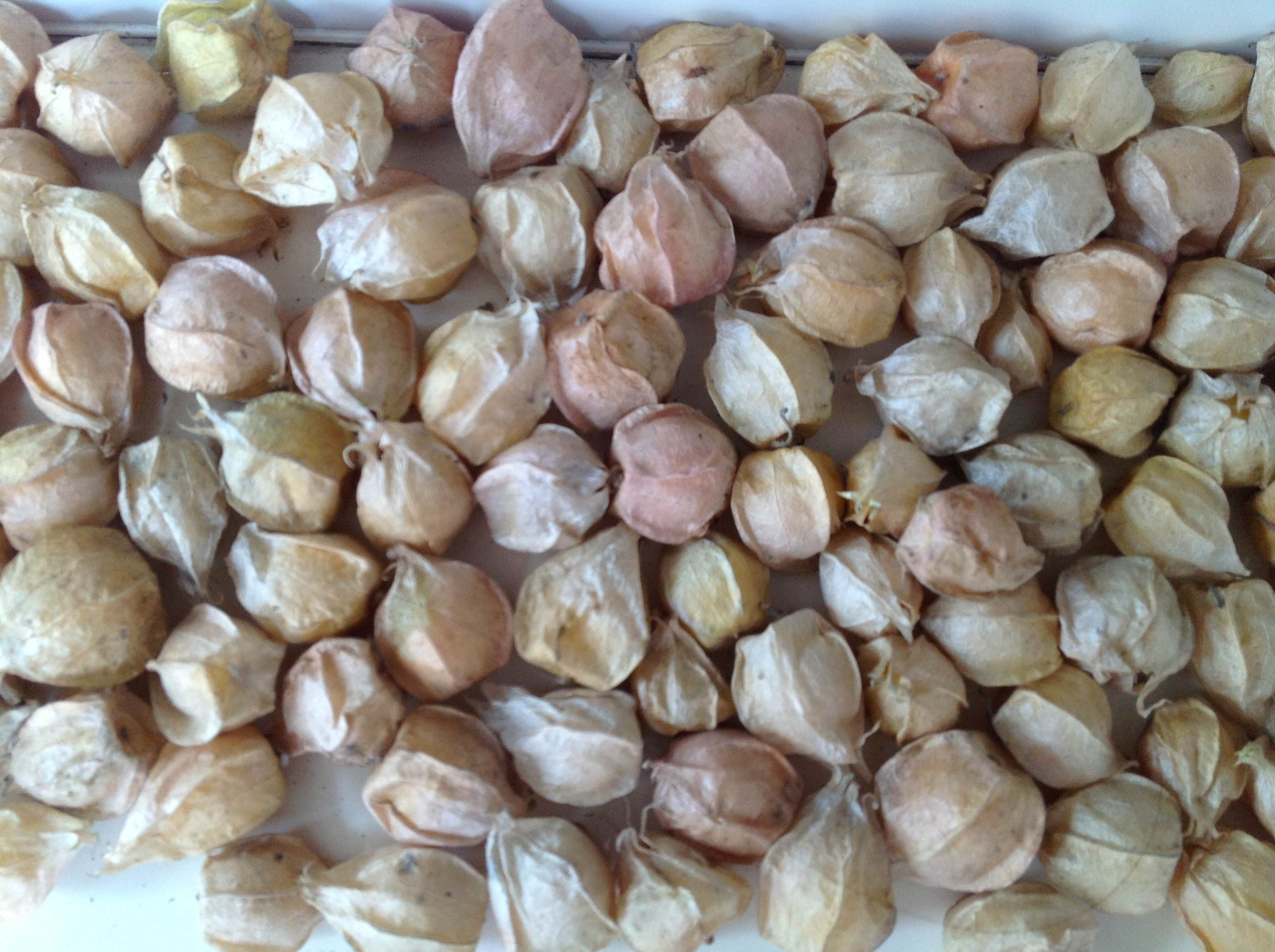
Récolte de P. pubescens
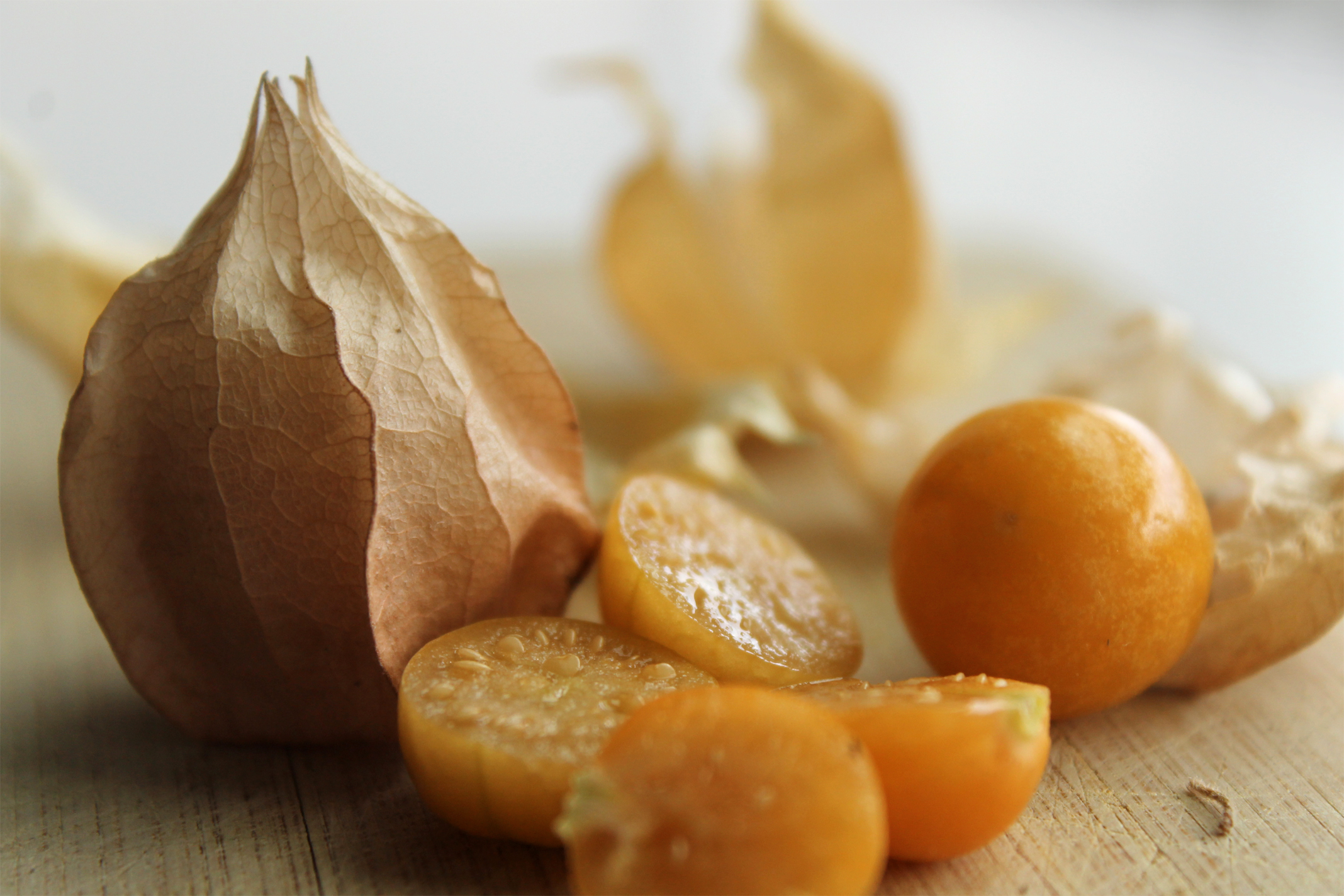

Certaines espèces ne sont pas cultivées (ou seulement localement), mais font l'objet de récoltes dans la nature pour leurs baies comestibles (Physalis acutifolia, P. chenopodifolia, P. cinerascens, P. cordata, P. coztomatl, P. gracilis, et P. pubescens).

L'Alkekenge (P. alkekengi) est cultivée comme plante ornementale.

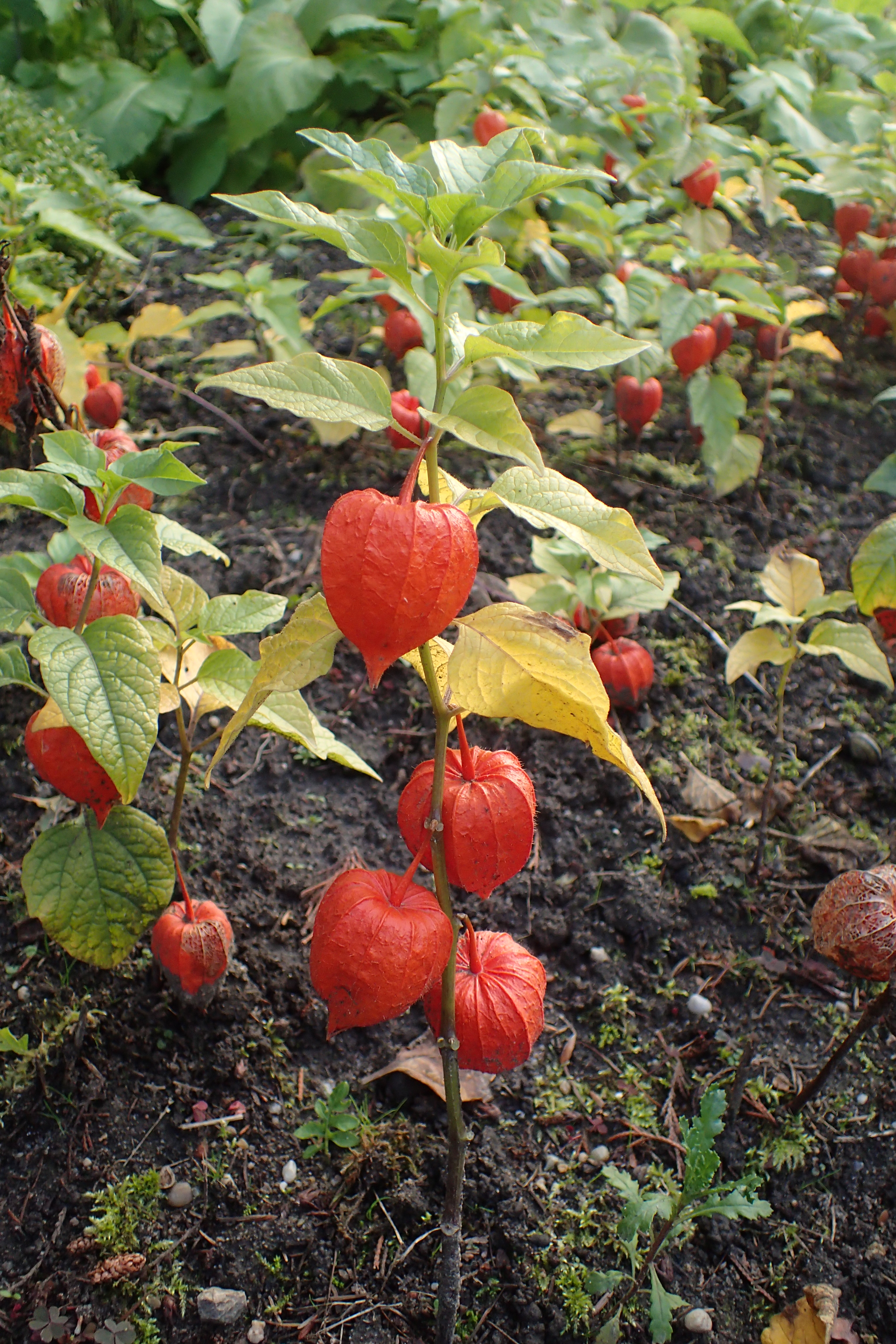
culture d'alkekenge
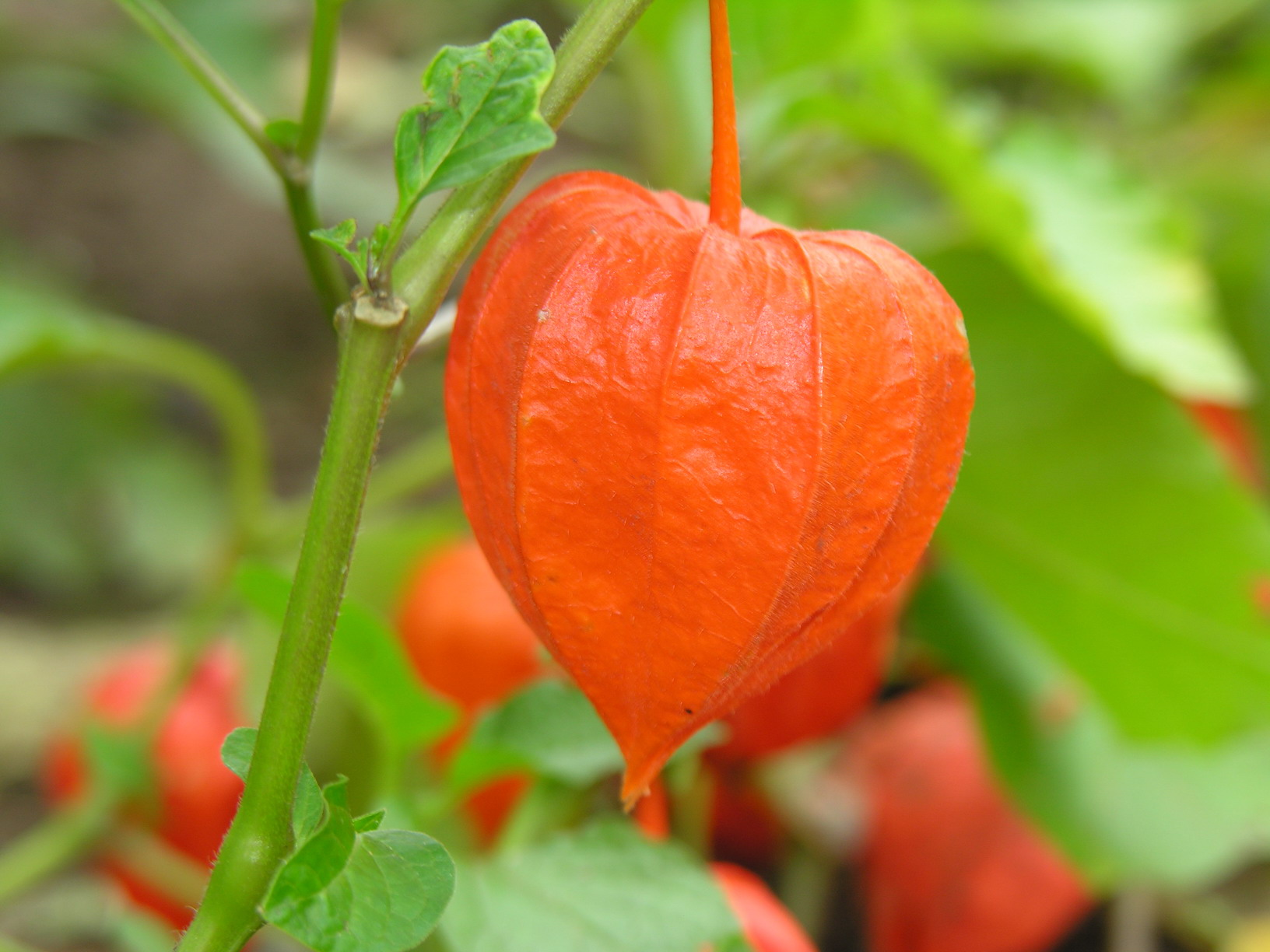
calice fructifère
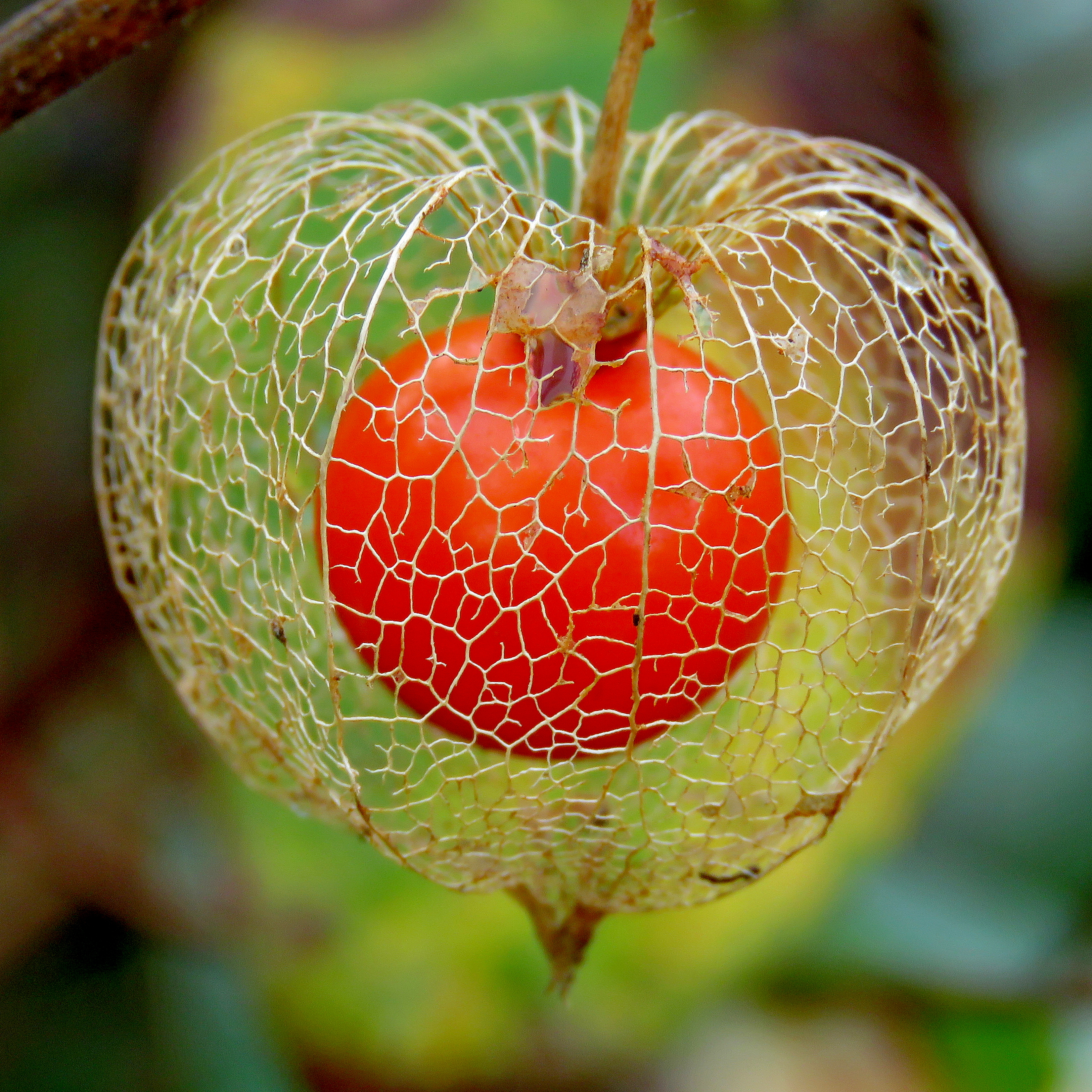
Amour en cage
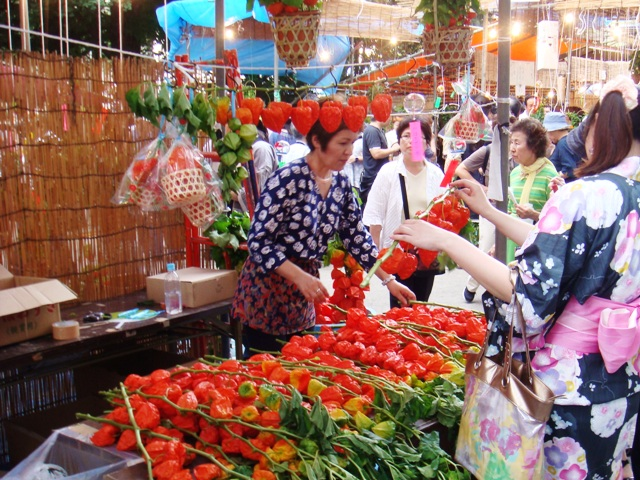
Foire aux Hôzuki à Asakusa
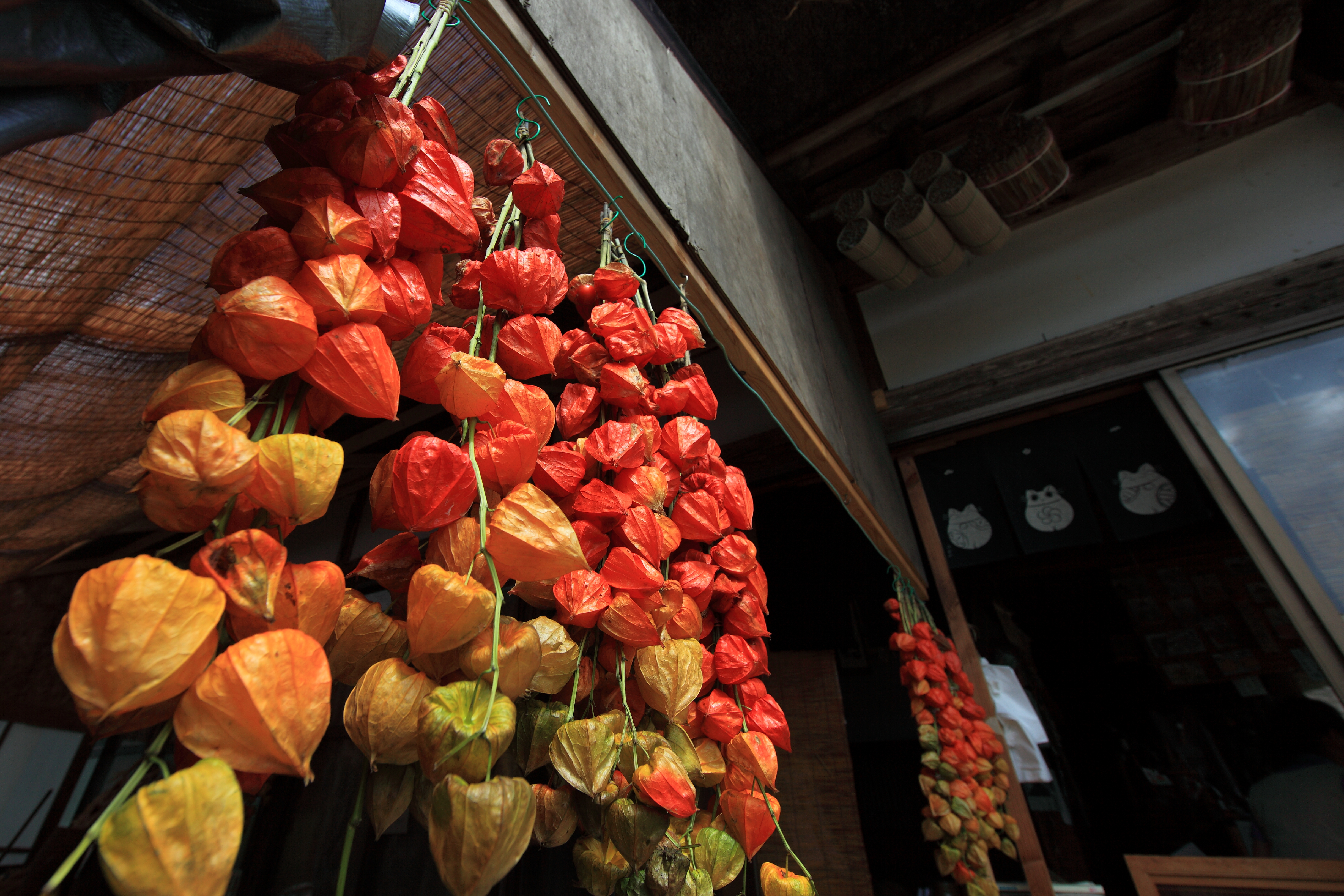
tiges d'alkekenge

## Espèces
Le genre comprend une centaine d'espèces dont :
- Physalis acutifolia (Miers) Sandw.
- Physalis alkekengi L., alkékenge, fruit orange
- Physalis angulata L.
- Physalis angustifolia Nutt.
- Physalis arenicola Kearney
- Physalis carpenteri Riddell ex Rydb.
- Physalis caudella Standl.
- Physalis cinerascens (Dunal) A.S. Hitchc.
- Physalis cordata Mill.
- Physalis crassifolia Benth.
- Physalis foetens Poir.
- Physalis grisea (Waterfall) M. Martinez
- Physalis hederifolia Gray
- Physalis heterophylla Nees -- Coqueret hétérophylle, cerise de terre sauvage, originaire d'Amérique du Nord
- Physalis hispida (Waterfall) Cronq.
- Physalis latiphysa Waterfall
- Physalis longifolia Nutt.
- Physalis minima L.
- Physalis missouriensis Mackenzie et Bush
- Physalis mollis Nutt.
- Physalis peruviana L. - Coqueret du Pérou
- Physalis philadelphica Lam. (synonyme P. ixocarpa) - Tomatille (tomatillo)
- Physalis pruinosa
- Physalis pubescens L.
- Physalis pumila Nutt.
- Physalis subulata Rydb.
- Physalis turbinata Medik.
- Physalis virginiana Mill.
- Physalis viscosa L.
- Physalis walteri Nutt...

## Liste d'espèces
Bien que le NCBI (16 avr. 2012) ne soit pas une source reconnue pour la nomenclature ou classification taxonomique, les espèces répertoriées sont les suivantes :
- Physalis acutifolia
- Physalis aequata
- Physalis aff. heterophylla MW-2004
- Physalis aff. philadelphica MW-2004
- Physalis alkekengi
  - non-classé Physalis alkekengi var. alkekengi
  - non-classé Physalis alkekengi var. franchetii
- Physalis angulata
- Physalis angustifolia
- Physalis angustiphysa
- Physalis arborescens
- Physalis arenicola
- Physalis campanulata
- Physalis carpenteri
- Physalis caudella
- Physalis chenopodiifolia
- Physalis cinerascens
- Physalis cordata
- Physalis coztomatl
- Physalis crassifolia
- Physalis curassavica
- Physalis divaricata
- Physalis fuscomaculata
- Physalis glutinosa
- Physalis greenmanii
- Physalis hederifolia
  - non-classé Physalis hederifolia var. puberula
- Physalis heterophylla
- Physalis hintonii
- Physalis ignota
- Physalis ixocarpa
- Physalis lagascae
- Physalis lanceifolia
- Physalis lanceolata
- Physalis lassa
- Physalis longifolia
  - non-classé Physalis longifolia var. subglabrata
- Physalis melanocystis
- Physalis mendocina
- Physalis mexicana
- Physalis microcarpa
- Physalis microphysa
- Physalis minima
- Physalis minimaculata
- Physalis mollis
- Physalis nicandroides
- Physalis patula
- Physalis peruviana
- Physalis philadelphica Tomatillo
  - non-classé Physalis philadelphica var. immaculata
- Physalis pruinosa
- Physalis pubescens
- Physalis pumila
- Physalis sordida
- Physalis virginiana
- Physalis viscosa
- Physalis walteri

Selon ITIS (16 avr. 2012) :
- Physalis acutifolia (Miers) Sandw.
- Physalis alkekengi L.
- Physalis angulata L.
- Physalis angustifolia Nutt.
- Physalis arenicola Kearney
- Physalis carpenteri Riddell ex Rydb.
- Physalis caudella Standl.
- Physalis cinerascens (Dunal) Hitchc.
- Physalis cordata Mill.
- Physalis crassifolia Benth.
- Physalis grisea (Waterf.) M. Martiñez
- Physalis hederifolia A. Gray
- Physalis heterophylla Nees
- Physalis hispida (Waterf.) Cronquist
- Physalis lanceolata Michx.
- Physalis latiphysa Waterf.
- Physalis longifolia Nutt.
- Physalis minima L.
- Physalis missouriensis Mack. & Bush
- Physalis mollis Nutt.
- Physalis neomexicana Rydb.
- Physalis patula Mill.
- Physalis peruviana L.
- Physalis philadelphica Lam.
- Physalis pubescens L.
- Physalis pumila Nutt.
- Physalis solanaceus (Schltdl.) Axelius
- Physalis subulata Rydb.
- Physalis virginiana Mill.
- Physalis viscosa L.
- Physalis walteri Nutt.

Selon Catalogue of Life (16 avr. 2012) :
- Physalis acutifolia
- Physalis alkekengi
- Physalis angulata
- Physalis angustifolia
- Physalis arenicola
- Physalis carpenteri
- Physalis caudella
- Physalis cinerascens
- Physalis cordata
- Physalis crassifolia
- Physalis foetens
- Physalis grisea
- Physalis hederifolia
- Physalis heterophylla
- Physalis hispida
- Physalis latiphysa
- Physalis longifolia
- Physalis minima
- Physalis missouriensis
- Physalis mollis
- Physalis peruviana
- Physalis philadelphica
- Physalis pubescens
- Physalis pumila
- Physalis subulata
- Physalis turbinata
- Physalis virginiana
- Physalis viscosa
- Physalis walteri

Selon Paleobiology Database (16 avr. 2012) :
- Physalis grisea
- Physalis pruinosa